# Борьба
Борьба́ — единоборство, рукопашная схватка двух людей, в которой каждый старается осилить другого, свалив его с ног.
Боре́ц — участник борьбы.
Борцовская схватка может состояться как с практической целью (боевые действия, самооборона и т. п.), так и с состязательной целью, в рамках спортивной борьбы, и в последнем случае проводится по определённым для каждого вида борьбы правилам и с использованием определённых приёмов борьбы. Борьба характеризуется взаимным преодолением сопротивления с помощью применения разрешённых правилами соревнования специальных технических и тактических действий.
Целью схватки борцов является победа одного из соперников, выражающаяся в установлении контроля над другим соперником, пресечении его возможных дальнейших действий, подготовке своих дальнейших действий. С практической точки зрения этого можно добиться путём причинения смерти или травм противнику; с точки зрения спортивной борьбы, в зависимости от её вида, это выражается в том, что оппонент вынужден занять невыгодное положение (как правило лёжа на спине), быть обездвижен, испытывать угрозу травмы или асфиксии. Для достижения этих целей борцы используют приёмы борьбы, позволяющие сбить соперника с ног и повалить его на землю (различные виды бросков), обездвижить соперника (удержания), травмировать соперника (болевые приёмы), задушить соперника (удушающие приёмы). Арсенал возможных приёмов в спортивной борьбе ограничен её правилами. Кроме того, в некоторых видах борьбы оцениваются также действия борцов, которые почти полностью связаны с состязательным элементом: так, в сумо целая группа приёмов посвящена вытеснению противника за границы площадки для борьбы, что влечёт за собой победу оставшегося на площадке.
От других единоборств борьба отличается почти полным отсутствием техники нанесения ударов по противнику различными частями тела.
Спортивная борьба с 708 года до нашей эры включена в программу Олимпийских игр, и в современности имелась в программе всех олимпийских игр, исключая игры 1900 года.

## История борьбы

### Истоки борьбы
Истоки борьбы следует искать в первобытное время. Тогда она носила исключительно утилитарный характер. Необходимость добычи пищи, собственной защиты и защиты сородичей вынуждало первобытных людей не только быть физически готовыми, но и обладать специализированными двигательными навыками. Одним из таких навыков стало умение вести схватку без оружия с себе подобными (возможно, даже с животными, поскольку из эпоса многих народов следует, что их национальный вид борьбы, корни которого теряются в глубине веков, возник из схватки мифического прародителя народа с неким также мифическим животным). Как показывают исследования этнографов, в современных племенах, сохранивших полностью первобытно-общинный уклад (Австралия, Андаманские острова, Папуа-Новая Гвинея), умение борьбы является значимым умением в племенах.
Считается, что борьба как система зародилась в тот момент, когда человек понял, что различные технические приёмы и способы ведения боя могут помочь ему сохранить жизнь и обеспечить себя едой. Приёмы борьбы, возможно когда-то случайно найденные, стали накапливаться, это опыт начал передавался из поколения в поколение. В дальнейшем, борьба приобрела черты религиозного обряда и таким образом, приобрела состязательный характер: в племенах были выработаны правила борьбы, обеспечивающие безопасность схваток для борцов.

### Древность

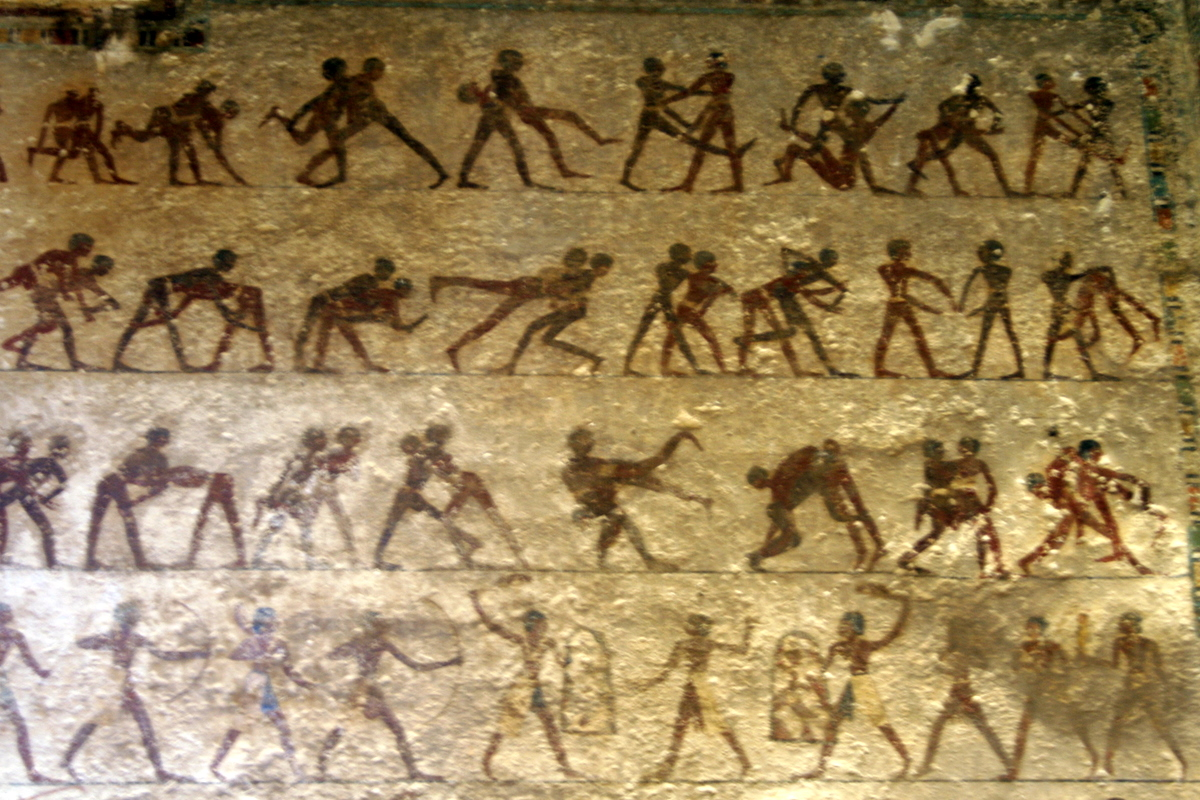
Фреска из гробницы Хнумхотепа II
2й ряд сверху, третье справа — некий прообраз современной передней подножки
3й ряд, четвёртое справа — явный «обратный пояс»

Наиболее древние обнаруженные сведения о борьбе относятся к IV тысячелетию до нашей эры, и это шумерские рисунки борьбы Гильгамеша со львом. Приблизительно к 3000 году до нашей эры относятся найденные в Ираке таблички с изображением приёмов борьбы, в том числе с таким оригинальным захватом, как за пальцы рук. Представляет большой интерес статуэтка, найденная в Ираке, и датированная приблизительно 2600 годом до нашей эры. Статуэтка представляет собой двух борцов с большими кувшинами на головах: очевидно речь идёт о борьбе с условием соблюдения баланса.
Ко времени правления 5 династии Древнего Египта (2504—2347 года до н. э.) относятся изображения на стенах гробницы в Саккаре, на которых запечатлены шесть пар борцов.. К 2100 году до нашей эры относятся изображения приёмов древнеегипетской борьбы, обнаруженные в гробнице номарха Хнумхотепа II эпохи Древнего и Среднего царства Бени-Хасан. При анализе этих изображений можно убедиться в том, что борьба в Древнем Египте велась как в стойке, так и в партере, при этом правила египетской борьбы разрешали применять удары и болевые приёмы. Многие приёмы, изображённые на фреске, идентичны нынешним. На фризе гробницы фараона Рамзеса III (1160 год до нашей эры) изображены десять пар борцов: египтяне, африканцы и азиаты, которые борются на представлении, организованном фараоном в честь приезда иностранных гостей. Особый интерес представляет фигура судьи, который, обращаясь к одному из борцов, напоминает о том, что тот находится на глазах у фараона и должен быть внимателен.
Есть сведения о том, что на рубеже IV—III тысячелетий до нашей эры в Китае регулярно устраивался так называемый «день борьбы».. В нартских сказаниях, которые по мнению некоторых исследователей, начали складываться в VIII—VII веках до нашей эры, уже упоминается борьба сынаг, вид, который культивировался предками современных осетин. Древнегреческий историк Ксенофонт (не позже 444 до н. э. — не ранее 356 до н. э.), описывая Персию, отмечал, что борьбой занимается вся молодёжь без исключения.

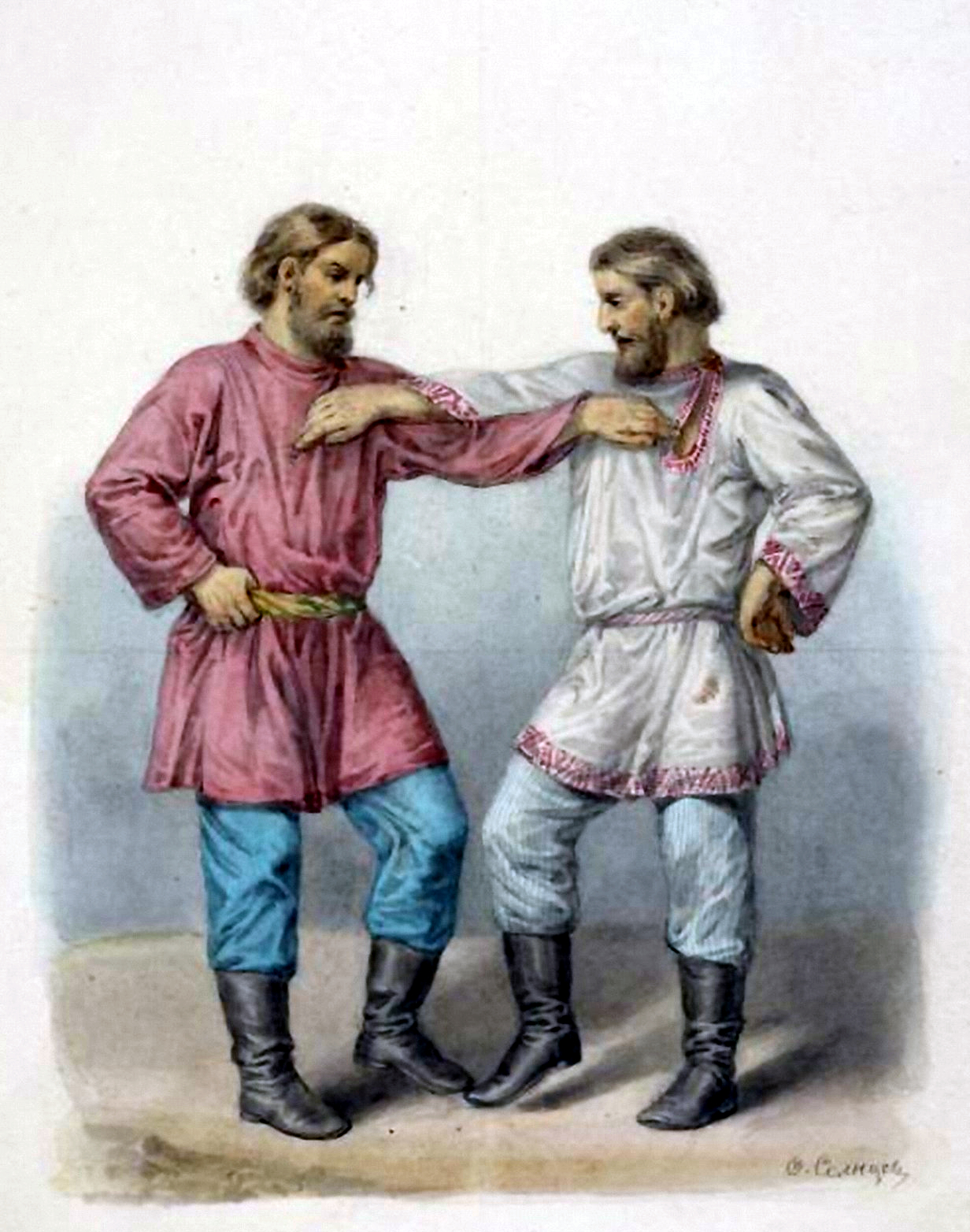
«Борьба русских» акварель Ф. Г. Солнцева, XIX в.

Возникновение славянских школ боевых единоборств относится приблизительно к III—II векам до нашей эры. Очевидно, самым древним славянским единоборством следует считать «медвежью борьбу», часть языческого ритуального обряда, который был призван отогнать злых духов. Считается, что от медвежьей борьбы произошли такие виды славянской борьбы, как борьба в охапку, в схватку, в крест, на вороток и т. п.. Есть мнение о том, что в русской традиции борьба занимала подчинённое положение, в сравнении с ударными техниками, борцовские приёмы были условными, имели скорее ритуальное и возможно, состязательное значение.. Поединки борцов часто проводились на народных гуляньях, местом проведения поединков служило установленное на высоких подпорках и горизонтально положенное толстое бревно, под которым была яма с жидкой грязью. Проигравший падал в грязь и выбирался оттуда под хохот зевак.

### Античность
Большое развитие борьба, как искусство и элемент состязаний, получила в Древней Греции. Изобретение борьбы приписывалось мифологическим персонажам, например Афине, Тесею и Палестре, дочери Гермеса; первыми победителями называются Геракл и Теламон.
Борьба признавалась древними самым интеллектуальным из всех видов состязаний, в котором наряду с физической силой большую роль играло умение перехитрить и переиграть противника. Так, Плутарх называет борьбу самым «искусным и хитроумным» из соревнований. Борьбой занимались такие мыслители как Сократ и Платон, причём последний принимал участие в Истмийских играх. Борьбой занимались и правители: так, как об искусных борцах говорили начиная с египетского царя Птолемея II (308—246 годы. до н. э.) и заканчивая византийским императором Василием I

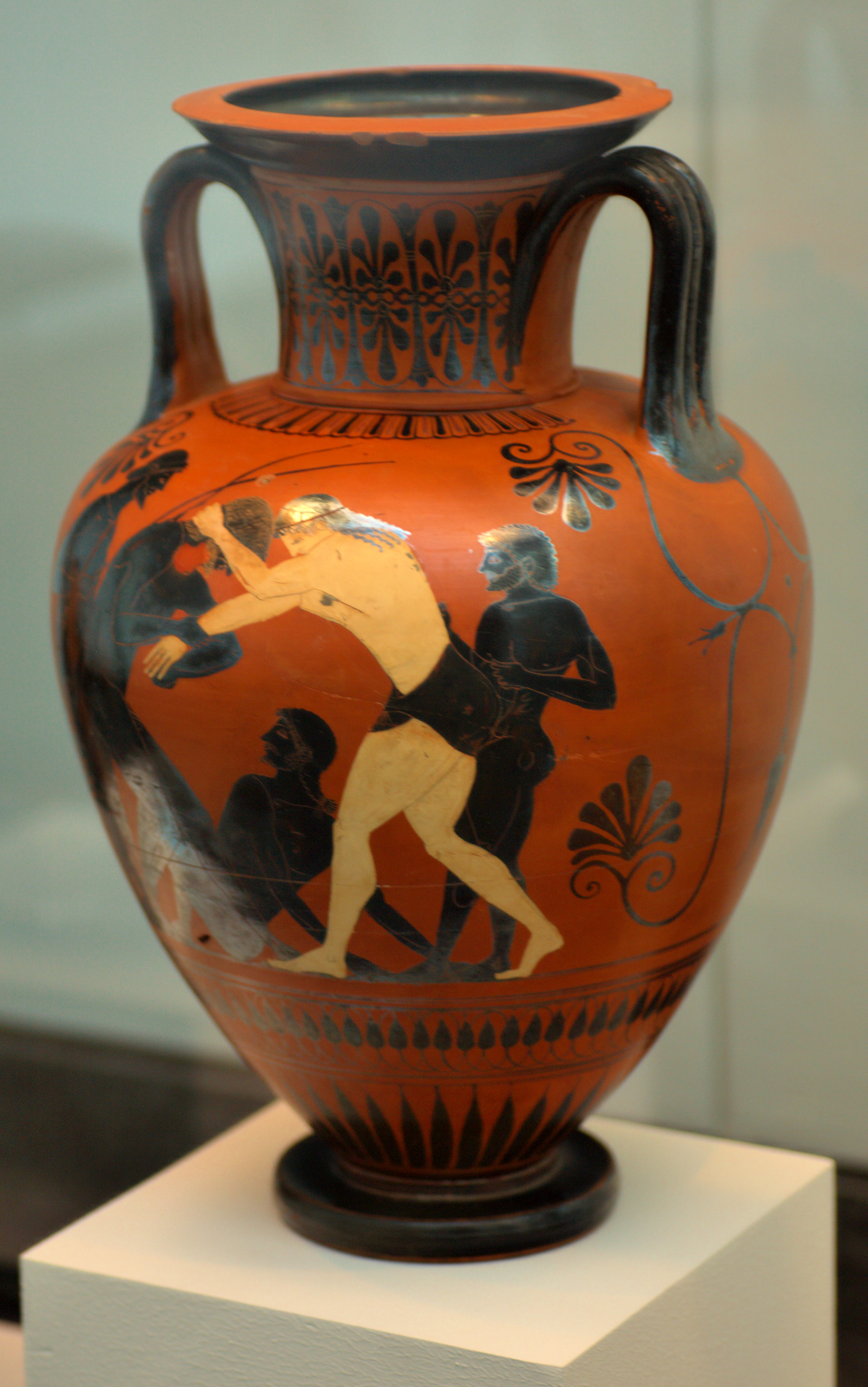
Схватка Пелея с Атлантом на греческой вазе. Показанные захваты за шею и предплечье ничем не отличаются от нынешних в греко-римской или вольной борьбе

Первые достоверные и известные сведения о древнегреческом спорте вообще и борьбе в частности относятся к концу II тысячелетию до нашей эры. Борьба в то время являлась привилегией воинов-аристократов, победа в поединке рассматривалась не только как собственно победа в состязании, но и как доказательство божественного происхождения победившего. В 708 году до нашей эры борьба вошла в программу Олимпийских игр. К 5 веку до нашей эры под влиянием перемен в греческом обществе, борьба перестала быть привилегией аристократов, превратившись в доступное занятие для многих, и получив черты зрелища, коммерческого мероприятия.
О развитии борьбы в Древней Греции и Древнем Риме свидетельствуют множество источников. Это и памятники греческой и римской литературы, начиная с 8 века до нашей эры и заканчивая 12 веком нашей эры, эпиграфические свидетельства и папирусы, содержащие в том числе и учебники по борьбе, и регламенты соревнований, а также предметы изобразительного искусства, особенно греческая вазопись 4 века до нашей эры — 3 века нашей эры
Строгих правил борьбы не существовало: иногда даже правила поединка определялись по договорённости. Однако общее представление о правилах борьбы имеется. Наиболее важным элементом борьбы являлся бросок, то есть выведение противника из равновесия с его последующим падением на землю. Удачным броском считался прежде всего бросок, при котором соперник падал на спину. Отсутствие в карьере таких поражений особо ценилось борцами: так, например шестикратный победитель Истмийских игр Дамострат из Синопы был отмечен в одной из эпиграмм, потому что «ни разу не упал в требующих изворотливости поединках, и не оставил на песке отпечатка собственной спины». Засчитывалось за удачный бросок касание земли плечами, грудью и животом. Касание земли коленом не засчитывалось как бросок, но рассматривалось как неблагоприятное положение, и античные борцы также гордились тем, что не опускались на колено за время карьеры.
Техника борьбы в Древней Греции отличалась от техники той борьбы, которую мы знаем как греко-римскую. Так, в античной борьбе наряду с захватами рук, шеи и туловища, разрешались захваты за ноги и броски с использованием ног. Так же, как и в современной борьбе, в античной борьбе существовала борьба лёжа, в партере. В полном объёме система технических действий борцов до нынешних времён не дошла. Известно, что в арсенале борцов Древних Греции и Рима были выведения из равновесия, переводы и сбивания в партер, но основу всё-таки составляли броски. Отмечаются в литературе и изобразительном искусстве того времени такие броски, как например бросок через бедро или как он назывался в Древней Греции «поворачивать таз» (например Феокрит говоря о подготовке Геракла, указывает, что «Всем тем уловкам, с помощью которых, аргосские мужи, проводящие броски поворотом таза, сваливают друг друга, он был обучен сыном Гермеса Гарпаликом Панопейским»). Были известны броски через спину захватом руки на плечо, броски захватом ноги или ног, броски наклоном, подножки, подсечки (например подсечка в колено сзади описана Гомером в Илиаде: «Аякс поднял Одиссея. Но тот, не забыв ухищренья, ударил противника сзади в подколенок, и, подкосив ему ноги, опрокинул навзничь»), зацепы, обвивы. Запрещены были укусы, выламывание пальцев и удары. Эти действия в схватке наказывались ударом судьи прутом по телу нарушителя.

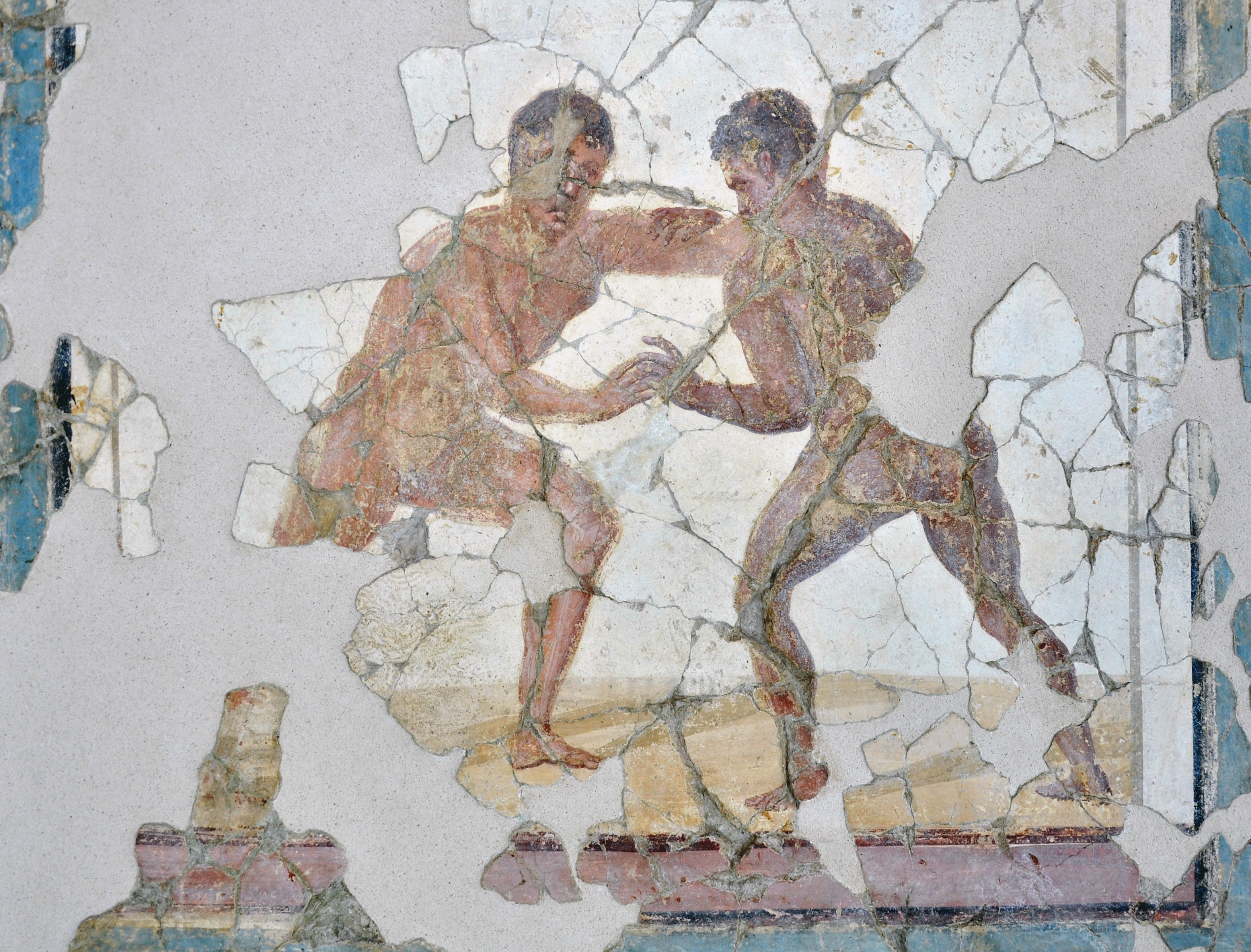
Борцы на античной фреске III века

Греческие борцы в ранний период выступали на состязаниях обнажёнными, редко кто использовал набедренные повязки. Римляне, а в более поздний период и большинство греков, напротив, всегда выступали в повязках. Перед схваткой борец натирался маслом и затем посыпал тело слоем мелкой пыли. Время схватки было не ограничено, весовых категорий не существовало (имеется лишь один источник о том, что борцы могли делиться по весу). Борьба велась до трёх засчитанных бросков, после чего присуждалась победа; победа также присуждалась в случае выхода противника за пределы отведённой площадки. Победа также могла быть присуждена в результате сдачи противника (для чего как и сегодня, необходимо было несколько раз постучать ладонью по туловищу) из-за удушающего или болевого приёма. Если первые были, судя по источникам, весьма распространены, в том числе и удушающие приёмы в стойке, то о вторых источников меньше; признаётся что они в виде заламываний применялись в борьбе, но были более характерны для панкратиона. Очевидно что правило о добровольной сдаче возникло уже в поздние времена. Это следует например, из источников, которые свидетельствуют что спартанцы всё-таки выступали в единоборствах только на соревнованиях по борьбе, где не было возможности добровольной сдачи, в отличие от панкратиона и кулачного боя, где бой вёлся только до добровольной сдачи. Считалось, что добровольная сдача, если такая состоится, позорит и спартанца, и государство.
Борьба во время античности развивалась не только в Греции или Риме. Так, например Геродот, описывая фракийцев (территория современной Болгарии), указывает «С покойником прощаются. Насыпают могилу и устраивают разнообразные состязания. Самые дорогие награды вручают борцам»

### Средневековье
Развитие борьбы, как и любого спортивного состязания, в Европе в эпоху Средневековья замедлилось, чему способствовало воцарение христианства. Занятия спортом, как имеющие языческую традицию, в рамках христианства запрещались. Относительно же борьбы раннехристианский теолог Тертуллиан в своей книге «О зрелищах» высказался более чем определённо: «Борьба — дело дьявола»; и это принцип христианская церковь поддерживала, подтвердив папскими буллами 1588, 1611 и 1685 годов.

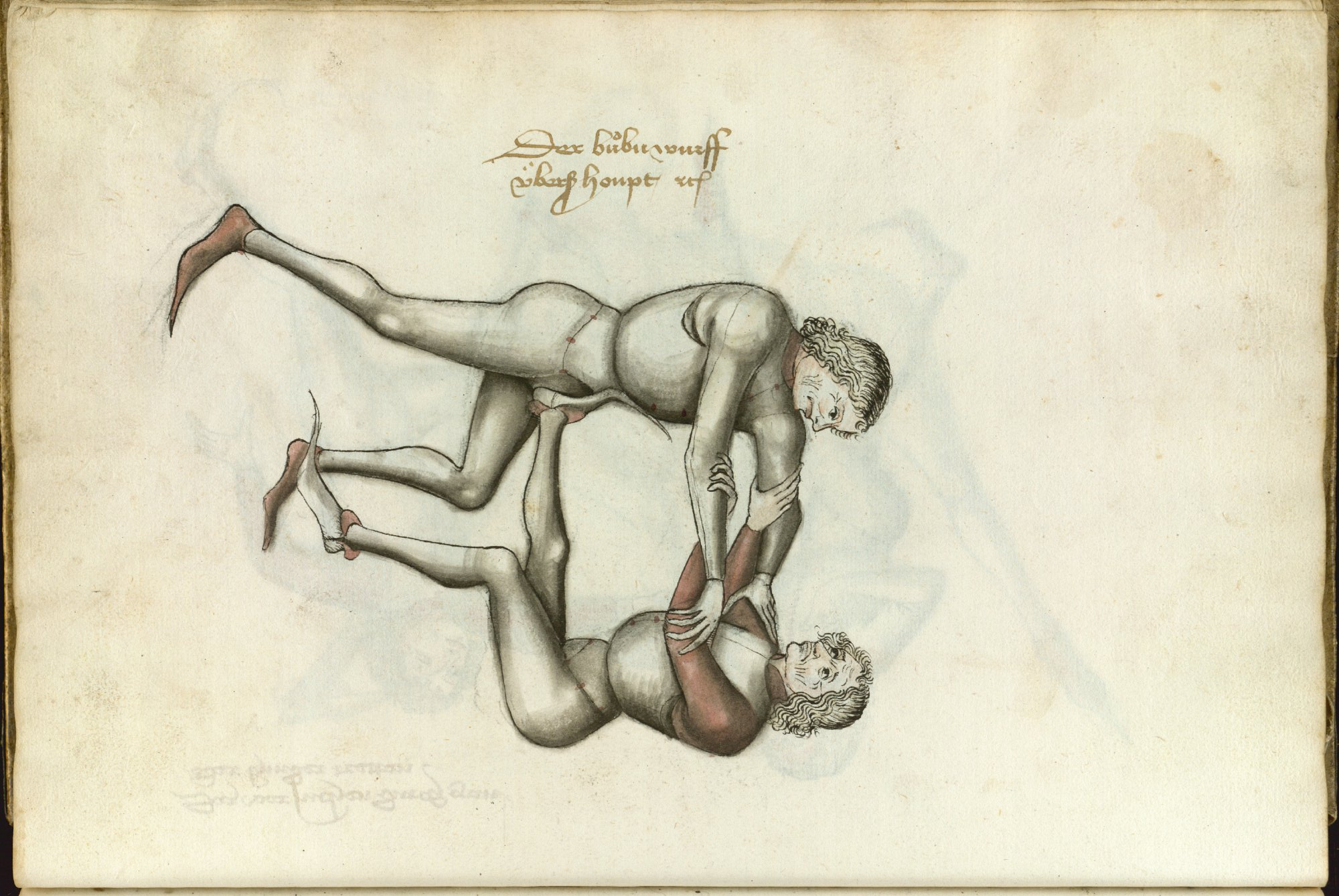
Бросок с упором ноги в живот из пособия XVI века

Тем не менее, искусство борьбы получало развитие. В период средневековья искусство борьбы развивалось в двух направлениях. Среди знати борьба развивалась в его прикладном значении, как искусство воина, дополнительное к искусству владения оружием; в этом же качестве, но с состязательной точки зрения, приёмы борьбы могли быть использованы в турнирах. Умение бороться было важной составляющей в подготовке воина и очень ценилось вплоть до самых высших слоёв общества. Примером тому может служить борцовская схватка, состоявшаяся между королём Франции Франциском I и королём Англии Генрихом VIII, проведённая на Поле золотой парчи. В высоких социальных слоях общества борьба была распространённым увлечением; борьбой занимались и многие деятели искусств: Караваджо, Пуссен, Рембрандт, Рабле, Монтень
В то же время, в качестве состязания борьба сохранялась как национальный вид спорта — разный у разных народов, — и состязания по борьбе проводились во время праздников, как религиозных (в Европе несмотря на запреты церкви), так и общинных. В основном прикладная борьба отличалась от народных состязаний: если первый вид был направлен на фактическое поражение противника (смерть, телесные повреждения или взятие в плен), то второй вид не всегда, но как основное правило имел лишь символический, спортивный результат (касание земли какой-либо частью тела, сдачу)

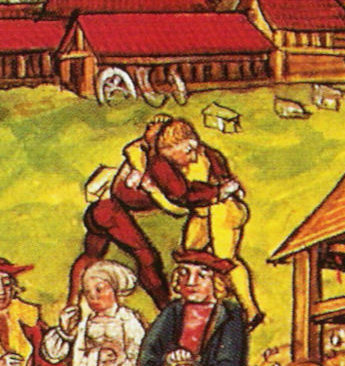
Швинген на рисунке XV века

К средним векам в основном относятся наиболее ранние исторические источники, свидетельствующие о развитии и систематизации того или иного вида борьбы у того или иного народа. Так, например, первые сведения о монгольской борьбе бохийн барилдаан относятся к 1 тысячелетию, а уже в 11 веке имелась сложившаяся система правил борьбы, проведения соревнований, ритуалов. В Исландии в 1281 году в Свод законов «Йоунсбук» были внесены не только правила национальной борьбы глима, но и правила о том, как именно следует заниматься борьбой.. К 1136 году относится первое упоминание о корнуолльской борьбе, содержащееся в Истории Королей Британии. Исторические памятники, в виде текстов, изображений или устных преданий,
свидетельствующие о распространённости борьбы в средние века, можно найти едва ли не у любого народа мира.
Во время Средневековья в Европе появляются и первые учебники по борьбе. Так, в 1443 году вышла «Фехтовальная книга» Ганса Талхоффера, содержащая в том числе и разделы, посвящённые борьбе, которые содержали отсылки на более ранние издания, не сохранившиеся до наших дней: 1388 года Карла Лихтенауэра и книги 13 века некоего мастера Отто — первого известного пособия исключительно по борьбе. В 1511 году вышла книга «Борьба» Ганса Вурма. В 1512 году вышла «Книга фехтования» Альбрехта Дюрера, с его же рисунками, содержащая 120 борцовских приёмов, впрочем не отличавшихся от ранее известных. В 1539 году вышла книга «Искусство борьбы. 85 приёмов» Ф. Ауэрсвальда.. Естественно, что книги были доступны лишь высоким слоям общества; низкие слои продолжали культивировать свои национальные виды.
К позднему Средневековью и Ренессансу можно относить и широкое распространение в различных частях света борцов-профессионалов, которые своими выступлениями зарабатывали себе на жизнь. Первые профессиональные борцы появились ещё в Древнем Риме, и во-многом, под их влиянием в нынешней Европе искусство борьбы получило развитие среди воинской знати. В позднем Средневековье в частности во Франции снова появились труппы профессиональных борцов, которые показывали своё искусство за плату. В Японии ещё в 12 веке сумо начало процесс размежевания на прикладное и спортивное, и к 17 веку выступления борцов-сумоистов стали излюбленным зрелищем горожан. Выступления борцов-профессионалов во многом способствовали возрождению борьбы и формированию её как вида спорта.

### Новое время
В связи с появлением огнестрельного оружия, прикладной характер борьбы стал утрачиваться, уступая место спортивному элементу. Тогда же начала складываться система спортивной борьбы в её современном виде.

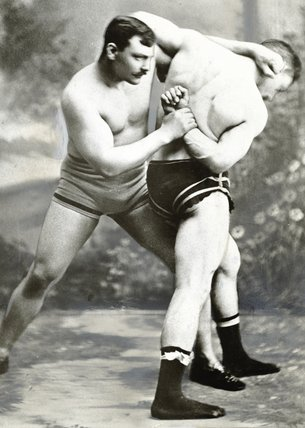
Борцы в США, 1881 год

Что касается Европы, то центром развития борьбы стала Франция, где борьба в виде зрелища была популярна и среди горожан, и среди крестьян. В конце XVIII века во Франции, среди бродячих трупп борцов, не относящихся к социальной элите, начали «реконструироваться» традиции античной борьбы, разрабатываться общие правила борьбы и складываться система приёмов. С 1830 года во Франции возникла каста борцов-профессионалов. В 1848 году некто Жан Эсбройе (фр. Jean Exbroyat), шоумен и борец разработал свод правил борьбы, названной им приблизительно как «борьба с захватами ладонями» англ. flat hand wrestling. Стиль борьбы предполагал собой борьбу без одежды, с запретом действий ниже пояса. В 1872 году, после смерти Эсбройе, труппу возглавил некто Россиньоль-Роллин, адвокат из Лиона. Возможно, что именно он стал первым профессиональным менеджером и продюсером в новейшее время в сфере единоборств; он организовывал соревнования с призовым фондом, осуществлял рекламу, привлекал зрителей и устраивал шоу. Естественно, все эти выступления проводились по правилам борьбе, придуманным Эсбройе. По этим правилам стали проводиться и другие турниры среди борцов-профессионалов, вызывающие огромный интерес публики; со временем начали проводиться чемпионаты городов и коммун, чемпионаты страны. Во Францию начали приезжать борцы из других стран — Австро-Венгрии, Германии, Италии, Дании, Турции, России, — с тем, чтобы принять участие в соревнованиях, ознакомиться с правилами соревнований, системой приёмов борьбы. Таким образом вскоре возникла «французская борьба», известная сейчас как «греко-римская борьба». В 1880 году были приняты первые официальные правила этой борьбы.. В 1896 году французская борьба вошла в программу Олимпийских игр, в 1898 году состоялся первый чемпионат Европы по борьбе. В 1900 году борьба была на пике популярности, особенно во Франции, и тем более удивительным кажется отсутствие борьбы в программе Олимпийских игр 1900 года в Париже. К концу XIX века практически в каждой стране континентальной Европы проводились свои турниры, в том числе международные. Однако в первое десятилетие XX века, борьба приходит в упадок, в силу того, что в Европе открывается масса различных школ борьбы, которые практиковали разные правила; затем борьба начала превращаться в шоу, с заранее купленными результатами, подкупленными спортсменами, сценариями схваток и тому подобного.

В 1912 году накануне олимпийских игр в Стокгольме был создан Международный союз борцов, с целью выработки общих правил борьбы, проведения соревнований и тому подобного. Конгресс союза прошёл в Берлине в 1913 году, где он был переименован в Международный союз тяжёлой атлетики, объединивший несколько видов спорта, включая французскую борьбу. В 1920 году во время Олимпийских игр в Антверпене была создана Международная федерация объединённых стилей борьбы (фр. Fédération Internationale des Luttes Associées, сокр. FILA), и с этих пор именно она устанавливает правила греко-римской борьбы, впоследствии также вольной борьбы и с недавних пор грэпплинга. Ассоциация также осуществляет помощь в развитии и систематизации народных видов борьбы.
В России до 1880-х годов борьбой в её французском варианте занимались лишь энтузиасты; кроме того борьба, как везде в Европе была частью цирковых представлений, где участвовали профессионалы. В цирках выступали такие знаменитые борцы, как Иван Заикин и Иван Поддубный. Борцы входили в состав цирковых трупп и размер их жалованья напрямую зависел от кассовых сборов, поэтому их поединки заранее были отрежиссированы и рассчитаны на зрелищность. Побеждали в них часто всевозможные «Синие» и «Красные Маски». В 1885 году в Петербурге был организован «Кружок любителей тяжёлой атлетики», в рамках которого спортсмены занимались и борьбой. В 1886 году прошёл первый чемпионат России по борьбе. В 1896 году в России было издано первое пособие по борьбе. К 1917 году в России было около 20 организаций, объединяющих около 300 спортсменов.
Развитие вольной борьбы происходило другим путём и в других местах. Вольная борьба возникла на основе народных британских стилей борьбы: ланкаширской, девонской, камберлендской и шотландской. Эмигранты из Великобритании в США продолжали развивать эти народные стили борьбы на новой родине. Особый вклад в развитие вольной борьбы принадлежит ланкаширской борьбе, точнее её разновидности, которая называлась catch-as-catch-can (с англ. — «схвати, как сможешь»). Борьба была повседневным развлечением, элементом народных праздников. Так, например, Авраам Линкольн был чемпионом по борьбе уезда Сэнгэймон штата Иллинойс. Впоследствии борьба приобрела особую популярность в учебных заведениях (так называемая collegiate wrestling, до сих пор популярная в учебных заведениях США). Вскоре, различия между стилями борьбы-родоначальниц нивелировались, и в общем борьба стала представлять целостную систему под названием кэтч. В конце XIX века борьба в США начала делиться на любительскую (или народных стилей folkstyles) и профессиональную (professional wrestling). Последний вид, выродившийся в США в рестлинг, шоу-схватки, не был в начале своего пути таковым, а представлял собой ту же самую борьбу, только в исполнении профессионалов. Любительская же борьба, развиваясь в Англии, была в 1888 году признана Любительской атлетической ассоциацией, затем была включена в программу олимпийских игр 1904 года в Сент-Луисе, а в 1908 году получила большое признание после олимпийских игр в Лондоне. Название вольной борьбы этот стиль получил когда его взяла под крыло FILA, и перевела название на французский язык как Le Lutte Libre (с фр. — «свободная, ничем не ограниченная борьба»).

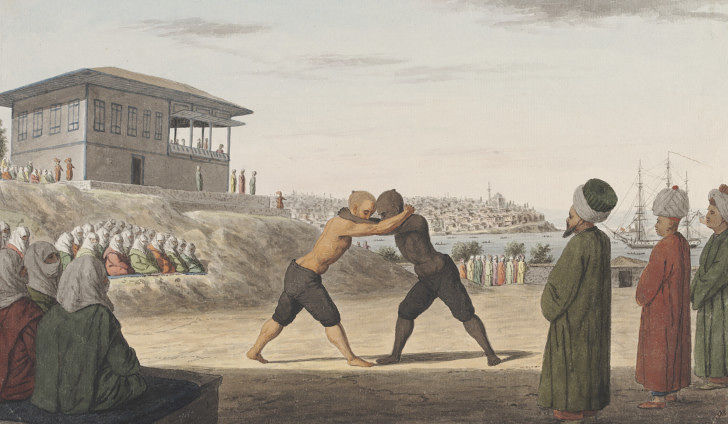
Масляная борьба при дворе султана в Османской империи

Развитие национальных видов борьбы в это время в основном ничем не отличалось от происходившего в более ранние времена: они развивались так же изолированно в рамках одного народа или даже части народа. Особого внимания заслуживают проведённые систематизации приёмов национальных видов борьбы, предпринятые в Японии и позднее в Советском Союзе.

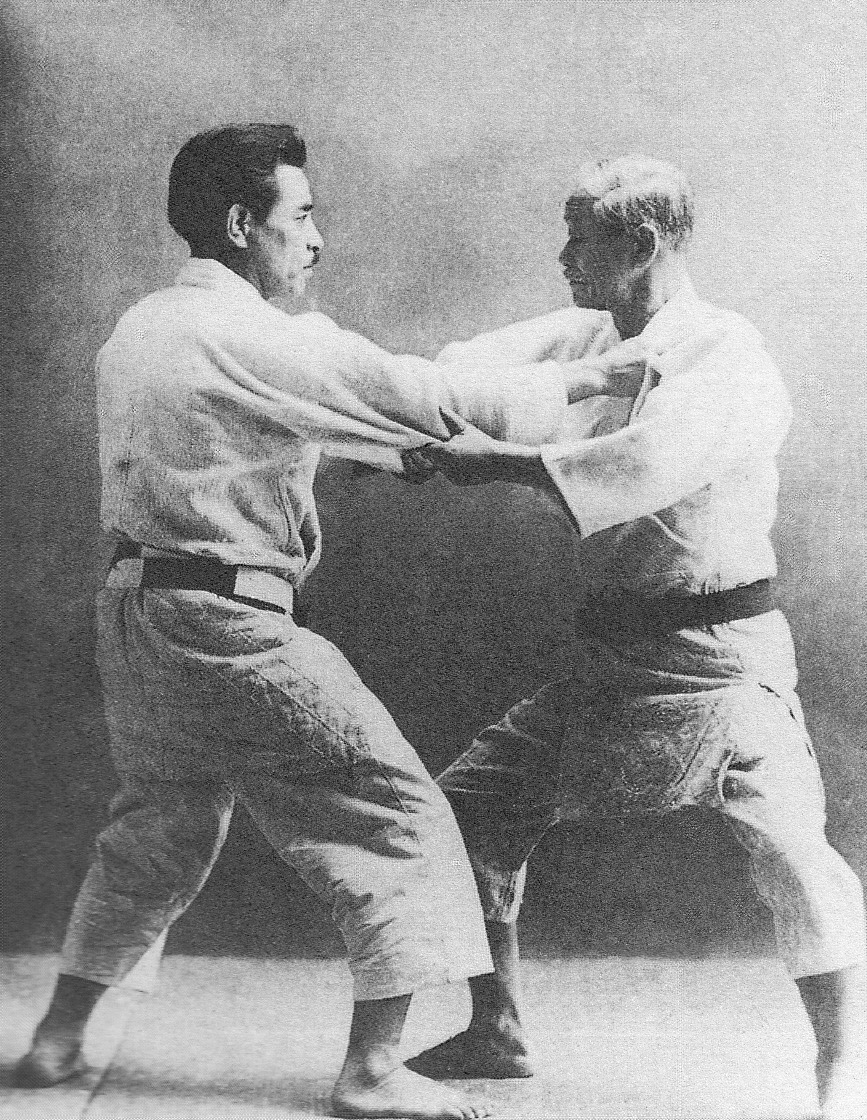
Дзигоро Кано (справа)

В 1882 году в Японии возникла система борьбы дзюдо. Её создал педагог и популяризатор Дзигоро Кано на основе японского национального боевого искусства дзюдзюцу создал новую систему Кодокан дзюдо, проведя большую работу по систематизации и оптимизации приёмов, принципам обучения, выработке правил и проведению соревнований. Судейские правила были введены в 1900 году, в 1911 году, на фоне возрождения традиционных японских ценностей, дзюдо в Японии было включено в обязательную программу средней школы.
В Советском Союзе в 1920—1930-е годы энтузиастами была разработана система борьбы самбо. Виктор Спиридонов, самостоятельно изучавший дзюдзюцу по учебникам, в начале 1920-х годов разработал на основе японского единоборства собственную прикладную систему самозащиты, названную «САМ». Система носила исключительно прикладной характер и предназначалась для военизированных формирований, преподавалась с 1923 года на базе спортивного общества «Динамо». Василий Ощепков, в 1913 году окончивший Кодокан, с 1926 года развивал в СССР дзюдо и разрабатывал собственную систему борьбы, дополняя её приёмами национальных видов борьбы народов СССР, разрабатывая новые правила и внедряя новую экипировку. Таким образом возникла так называемая в том время «борьба вольного стиля». Развитие борьбы продолжили ученики Василия Ощепкова и В. А. Афансьева, осорбенно Анатолий Харлампиев, который после ареста В. С. Ощепкова переименовал борьбу в «вольную борьбу самбо». 16 ноября 1938 года самбо было признано в СССР видом спорта. В 1947 году Харлампиев разделил самбо на прикладную часть (боевое самбо) и спортивную.

### Современность
На сегодняшний день, виды борьбы в мире подразделяются на международные и национальные виды, или по более точной классификации на международные, национальные, народные и субэтнические виды. В той или иной мере, грани между видами борьбы по степени охвата, в современности стираются.
Международные виды борьбы — это те виды, что получили распространение во многих странах мира, имеют международную федерацию и установленные общие для всех правила борьбы, по которым проводятся чемпионаты мира и континентов. К международным видам борьбы прежде всего относятся олимпийские виды борьбы: греко-римская борьба, вольная борьба и дзюдо. Некоторые виды национальной и народной борьбы, не являясь олимпийскими, также получили обширное международное признание, прежде всего самбо, федерации которой имеются более чем в 80 странах.. Довольно быстрыми темпами развивается в мире спортивное сумо. В 90-х годах XX века была разработана новая система борьбы, известная под названием грэпплинг, наименее ограниченная правилами борьба, с 2007 по 2013 год находящаяся под эгидой FILA.

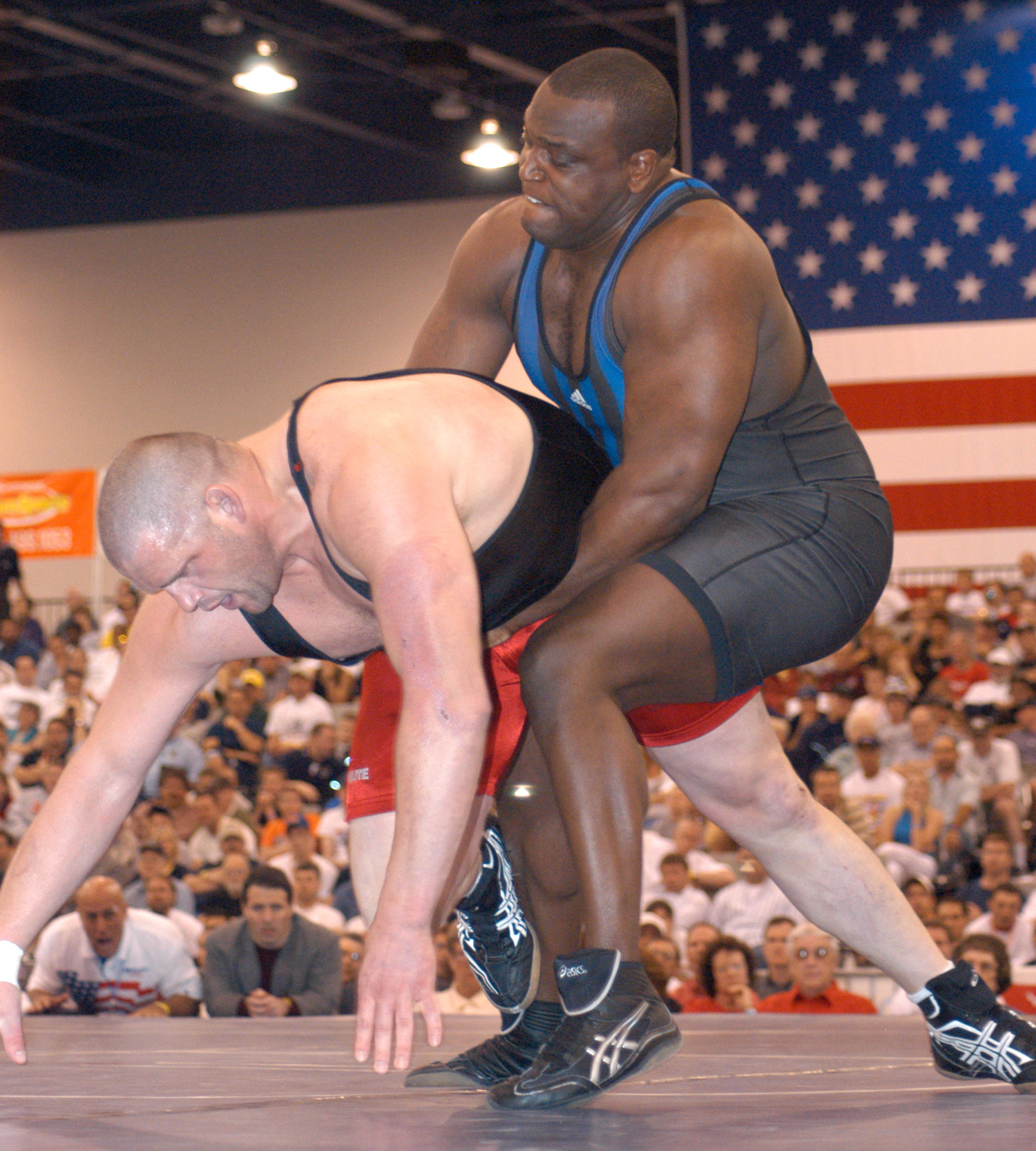
Греко-римская борьба
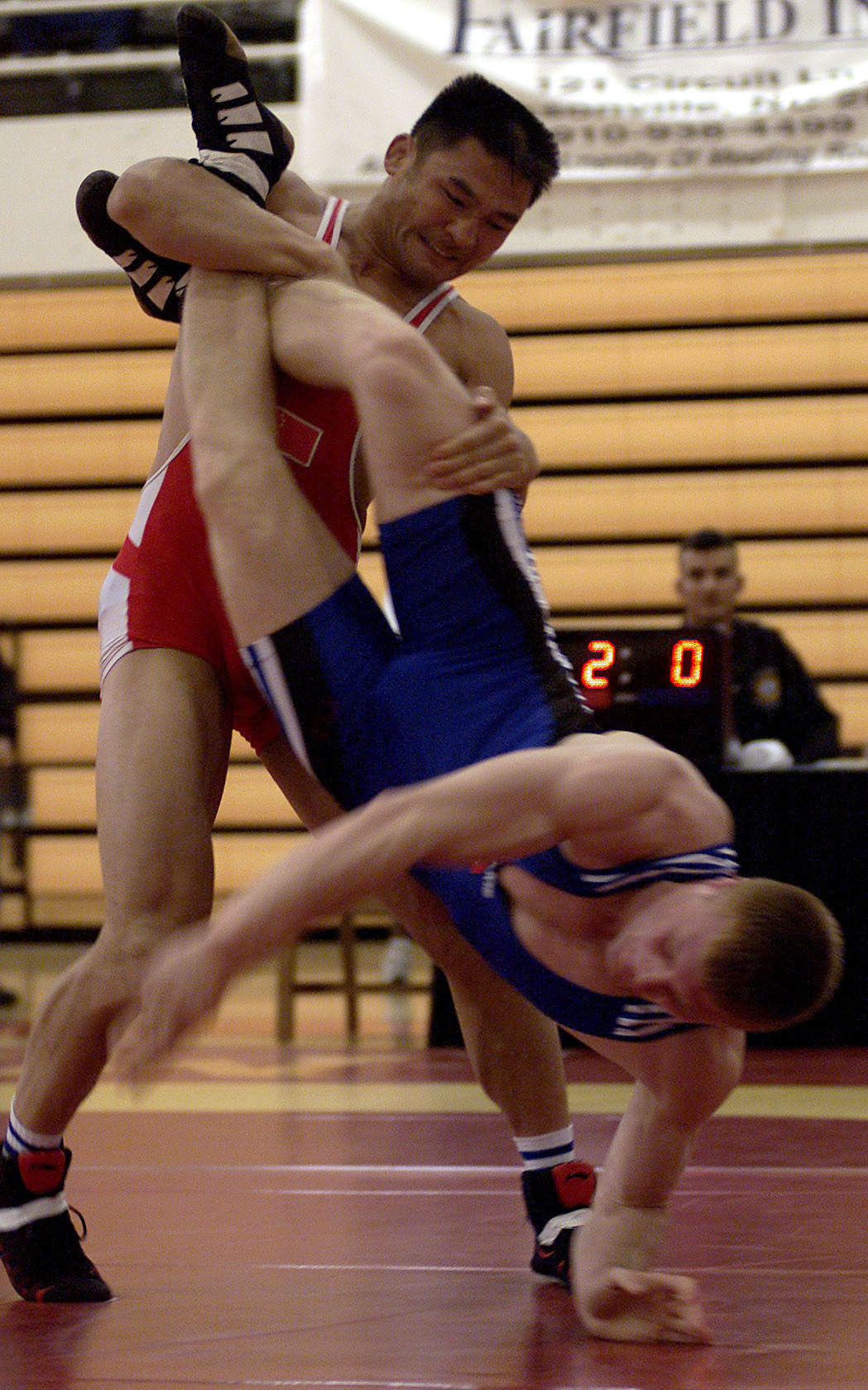
Вольная борьба
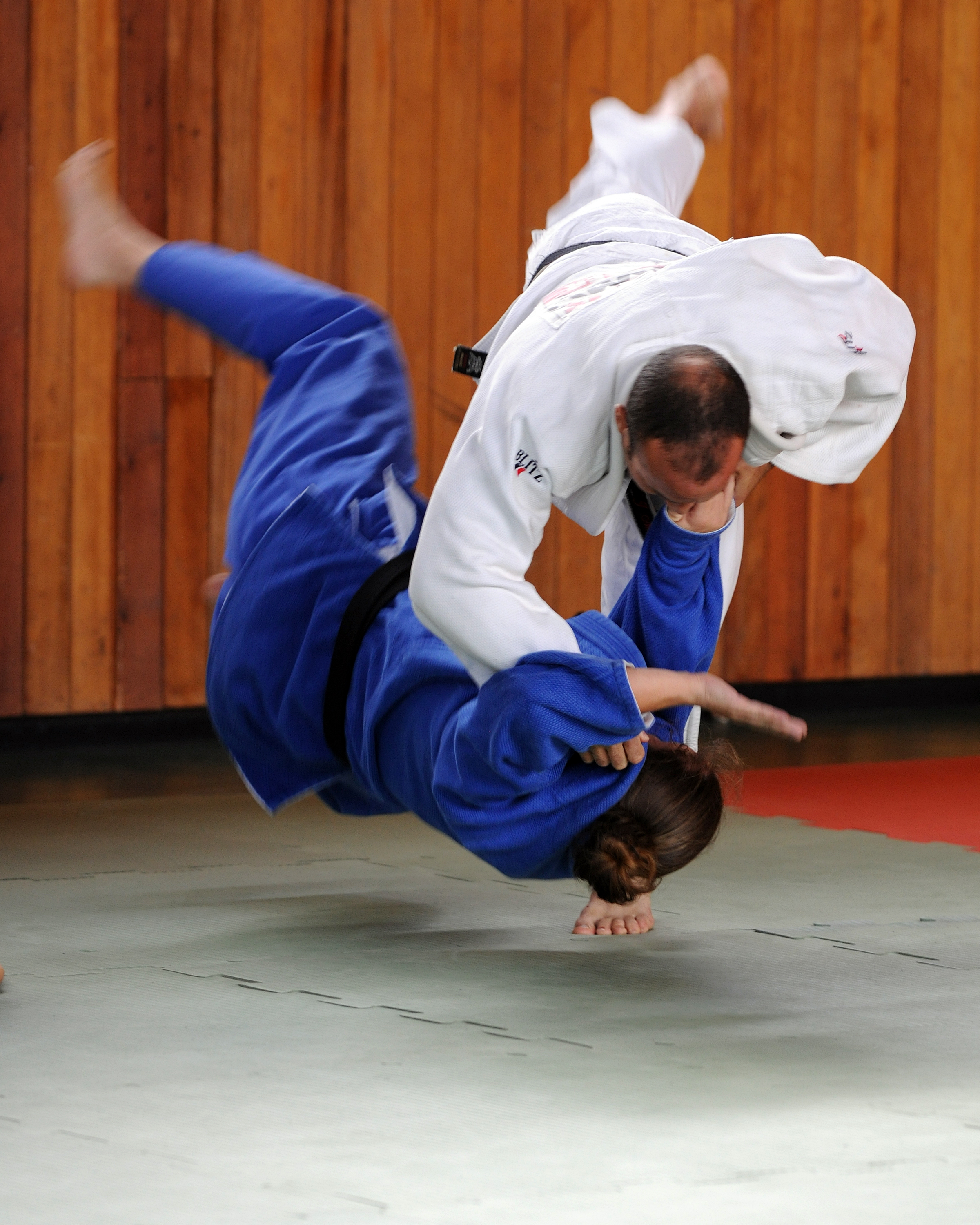
Дзюдо
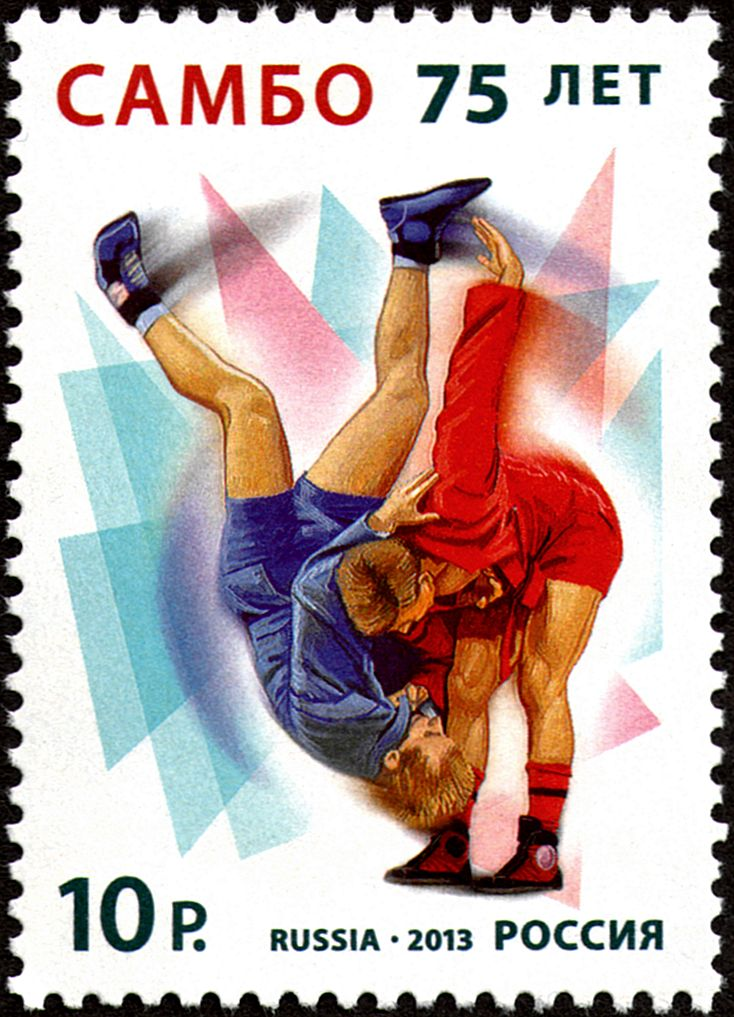
Самбо
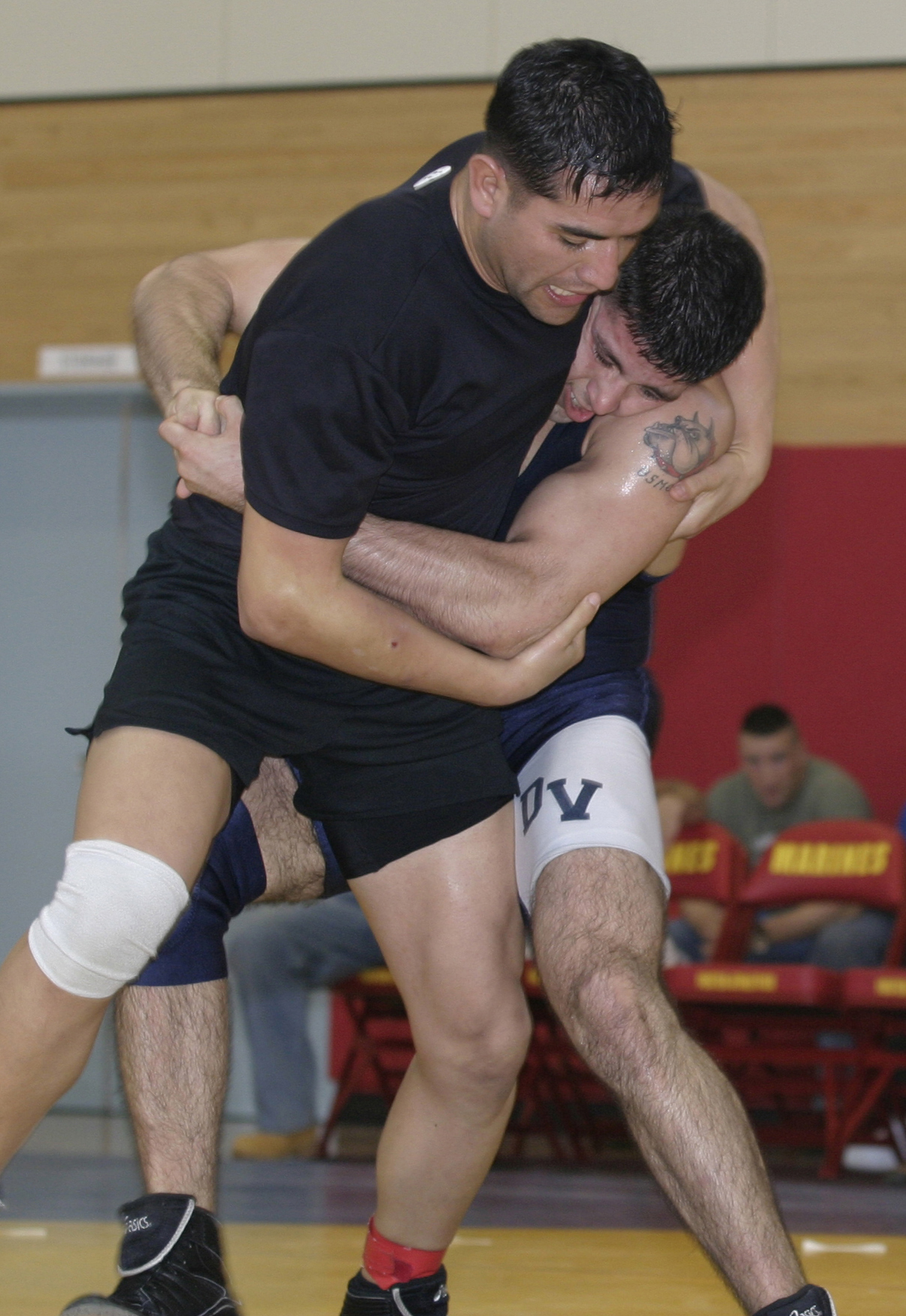
Грэпплинг

К национальным видам борьбы относятся те виды, которые получили широкое распространение в рамках одного государства. Это не означает того, что по ним не проводятся международные соревнования, однако национальный вид борьбы культивируется преимущественно на территории одной страны. К ним относятся такие виды, как например сумо в Японии, кошти в Иране, кох в Армении, и т. п. К национальным видам борьбы относится и самбо, искусственно созданная система из различных видов единоборств.
Самое большое количество видов борьбы среди народных видов. При сравнительной мононациональности страны, народный вид совпадает с национальным, например чидаоба в Грузии. Если страна многонациональная, то народный вид в основном культивируется среди одного этноса. Примерами тому служат народная борьба якутов хапсагай, татарский куреш, бретонская борьба гурен, различные региональные виды борьбы в Британии.
Имеются и субэтничские виды борьбы, иногда значительно отличающиеся от народного вида. Так, например, среди народностей населяющих Грузию, культивируются собственные виды чидаобы, разные у хевсуров, сванов, мтиулов и т. д.; национальная борьба нанайцев вачамачи имеет очень большое количество локальных разновидностей. Часто субэтнический вид борьбы отличается правилами определения победителя (например касанием земли чем-либо, кроме коленей или касанием спиной), реже борьба принципиально иная (например на поясах или в одежде).

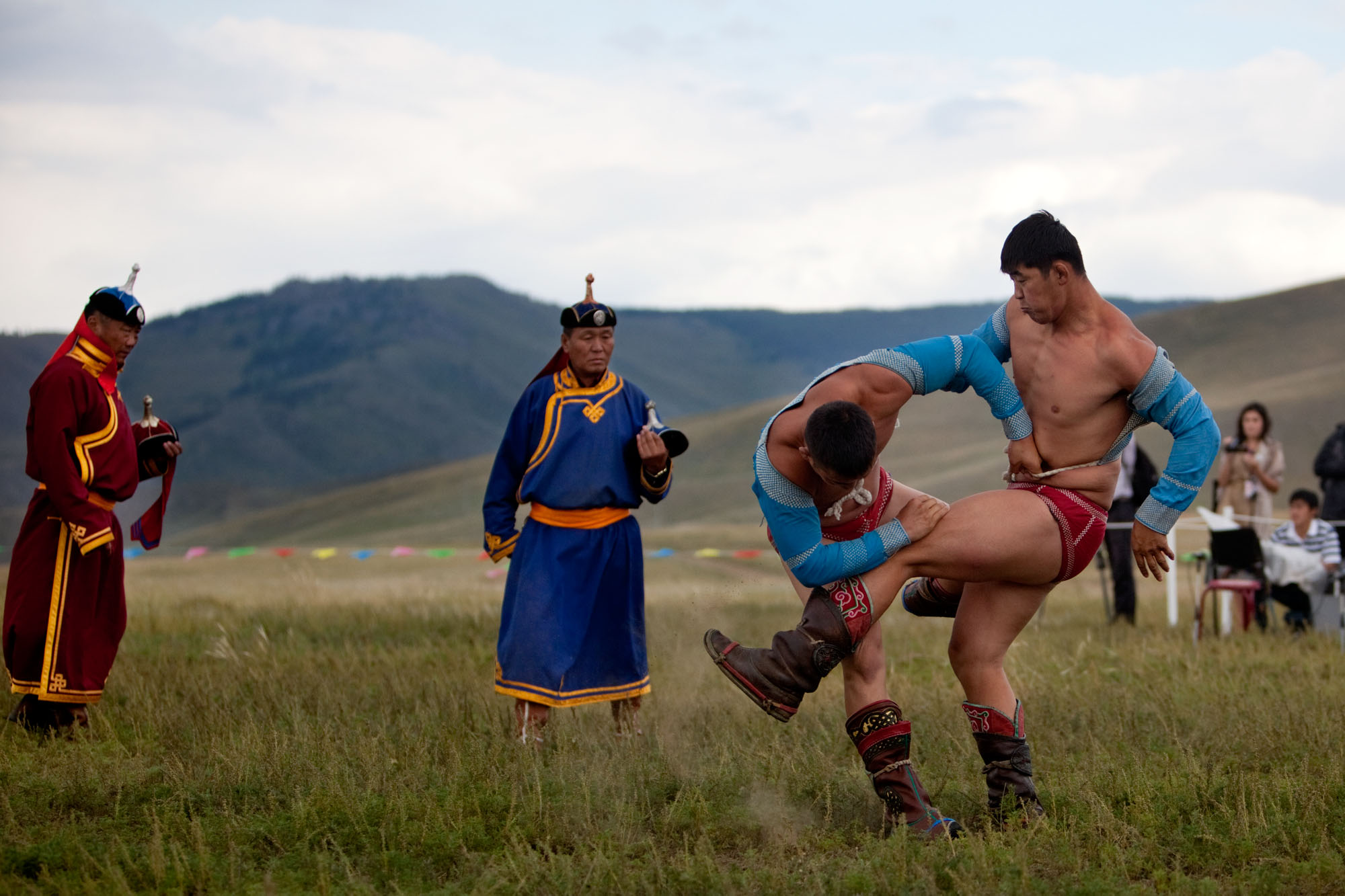
Барилдаан (Монголия)
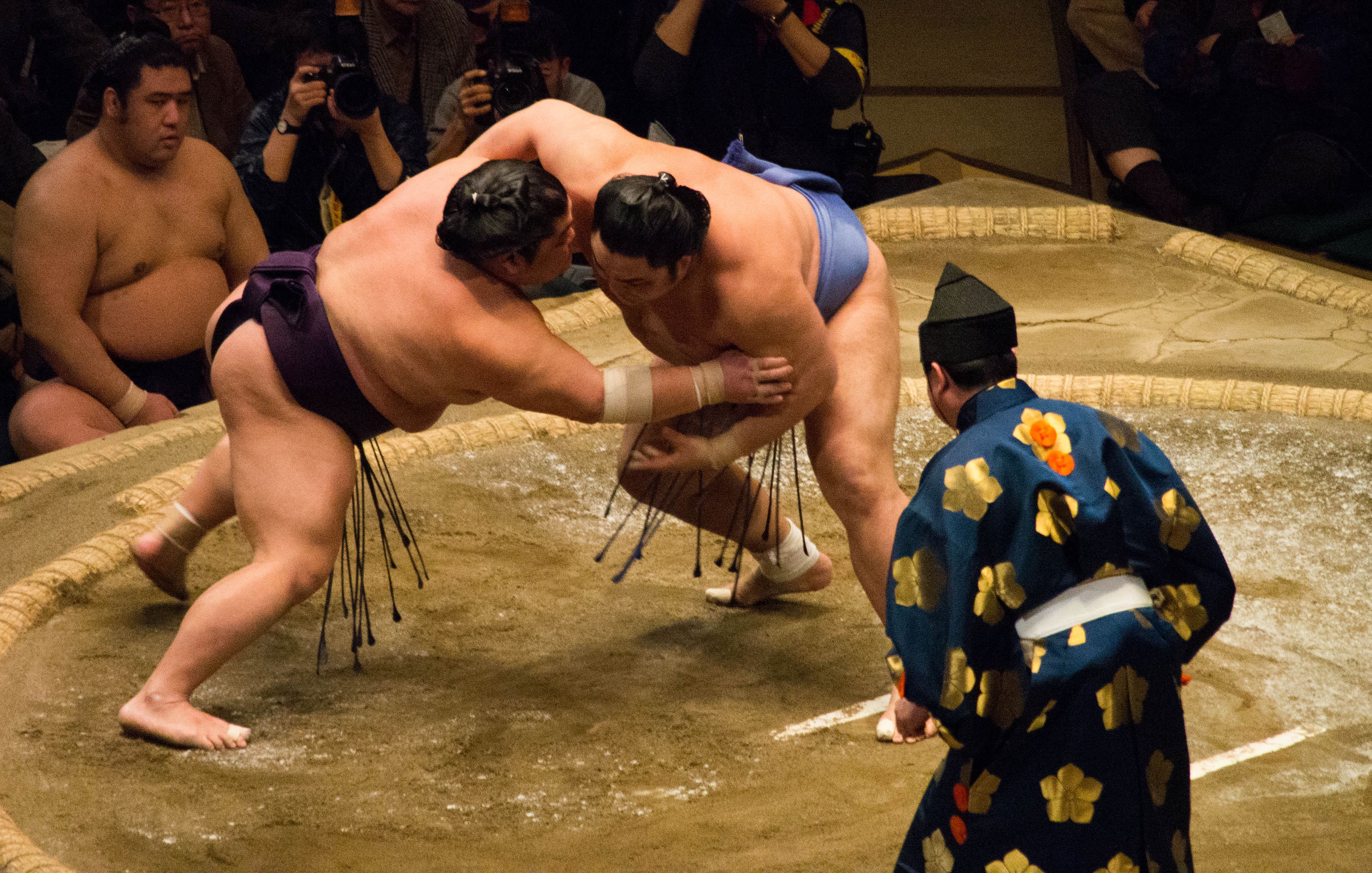
Сумо (Япония)
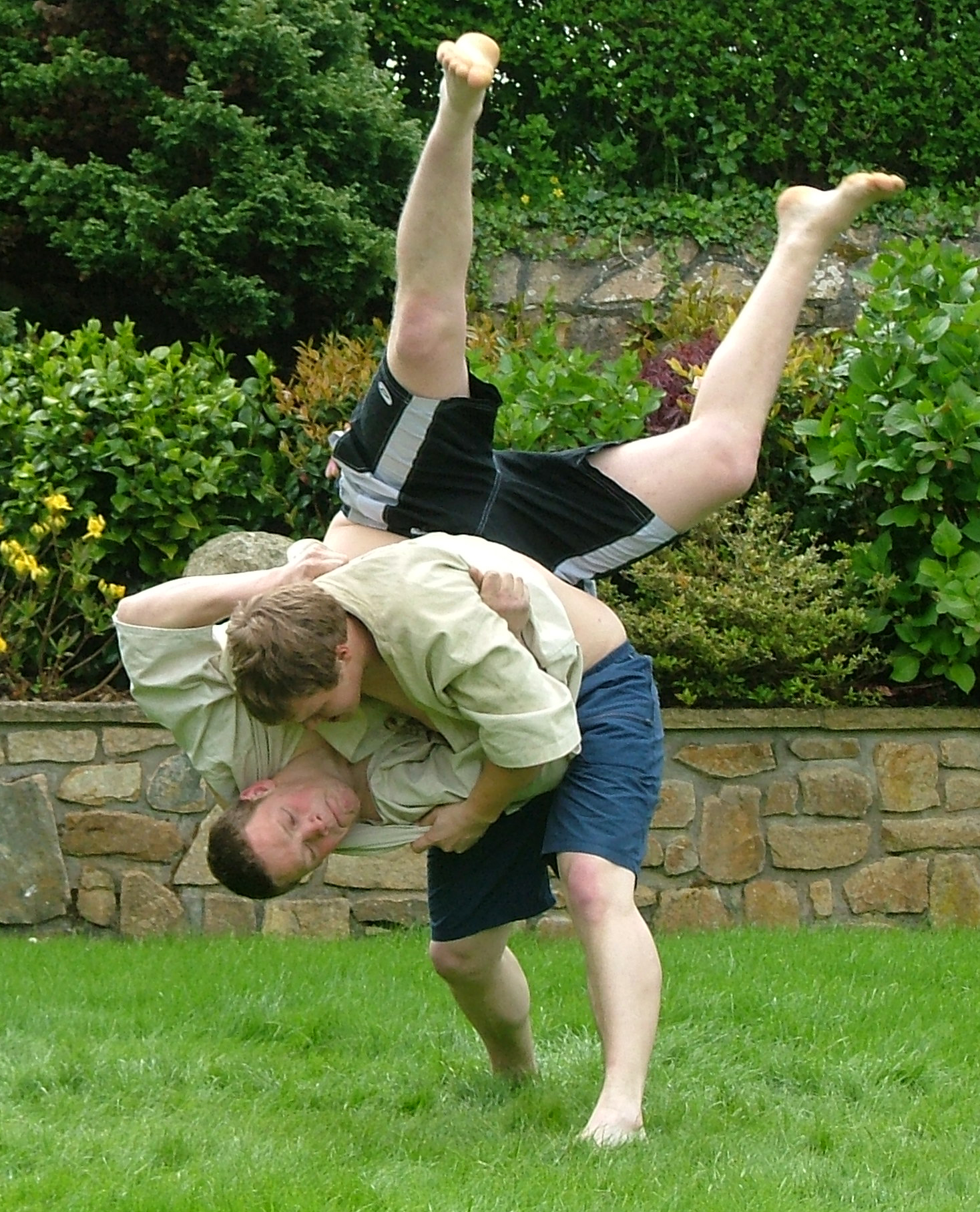
Корнуолльская борьба (Великобритания)
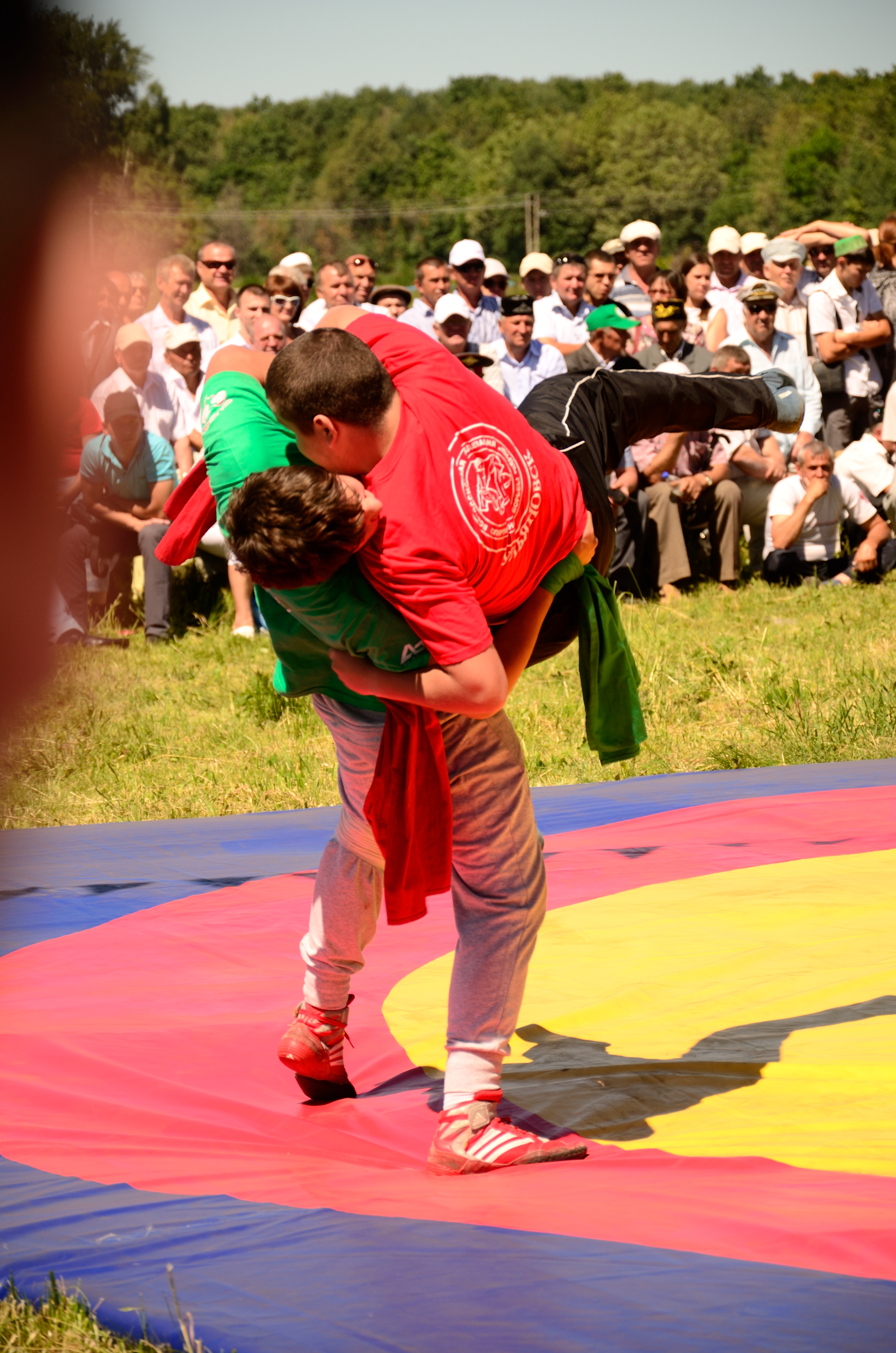
Кураш (Россия)
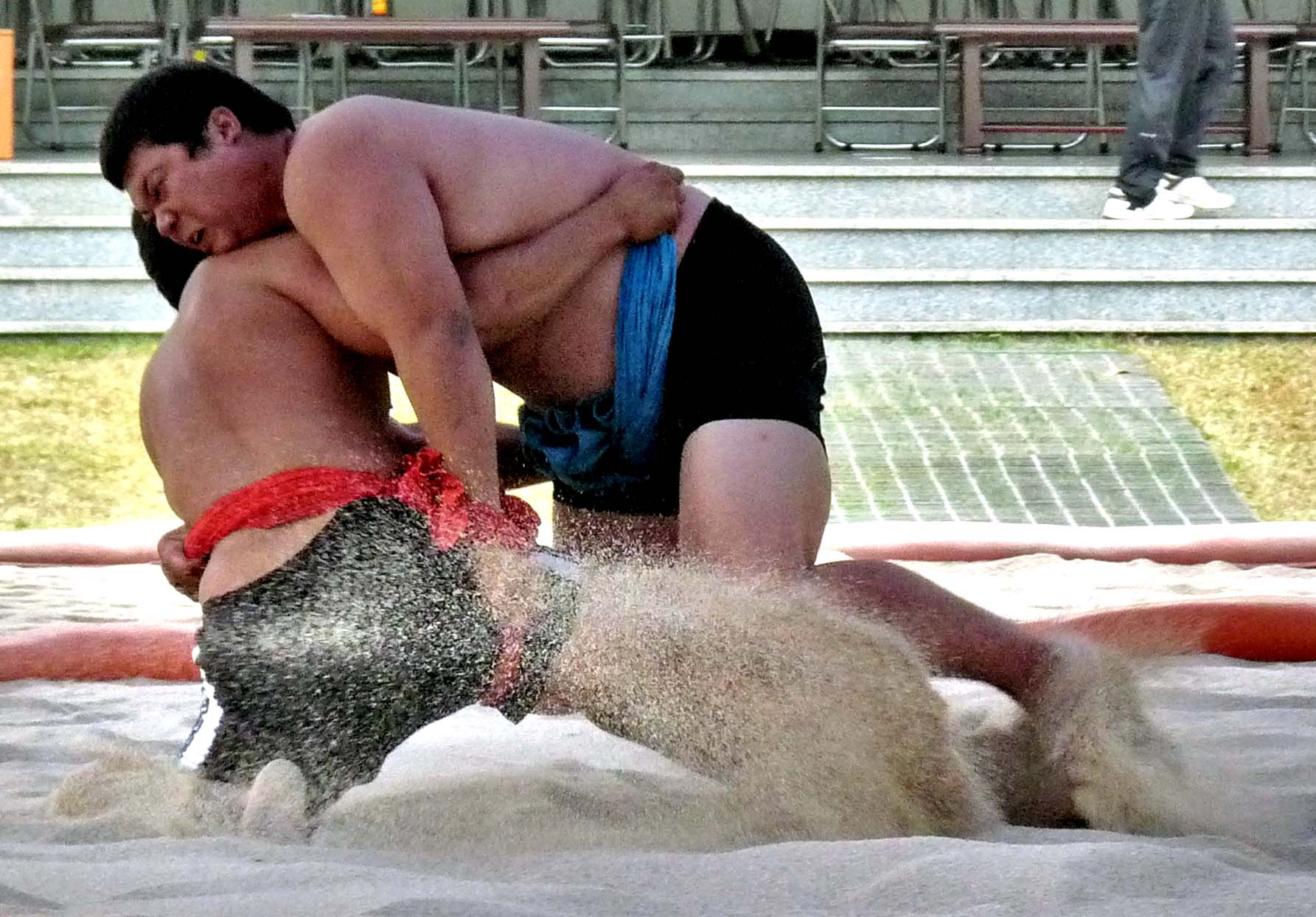
Ссирум (Корея)
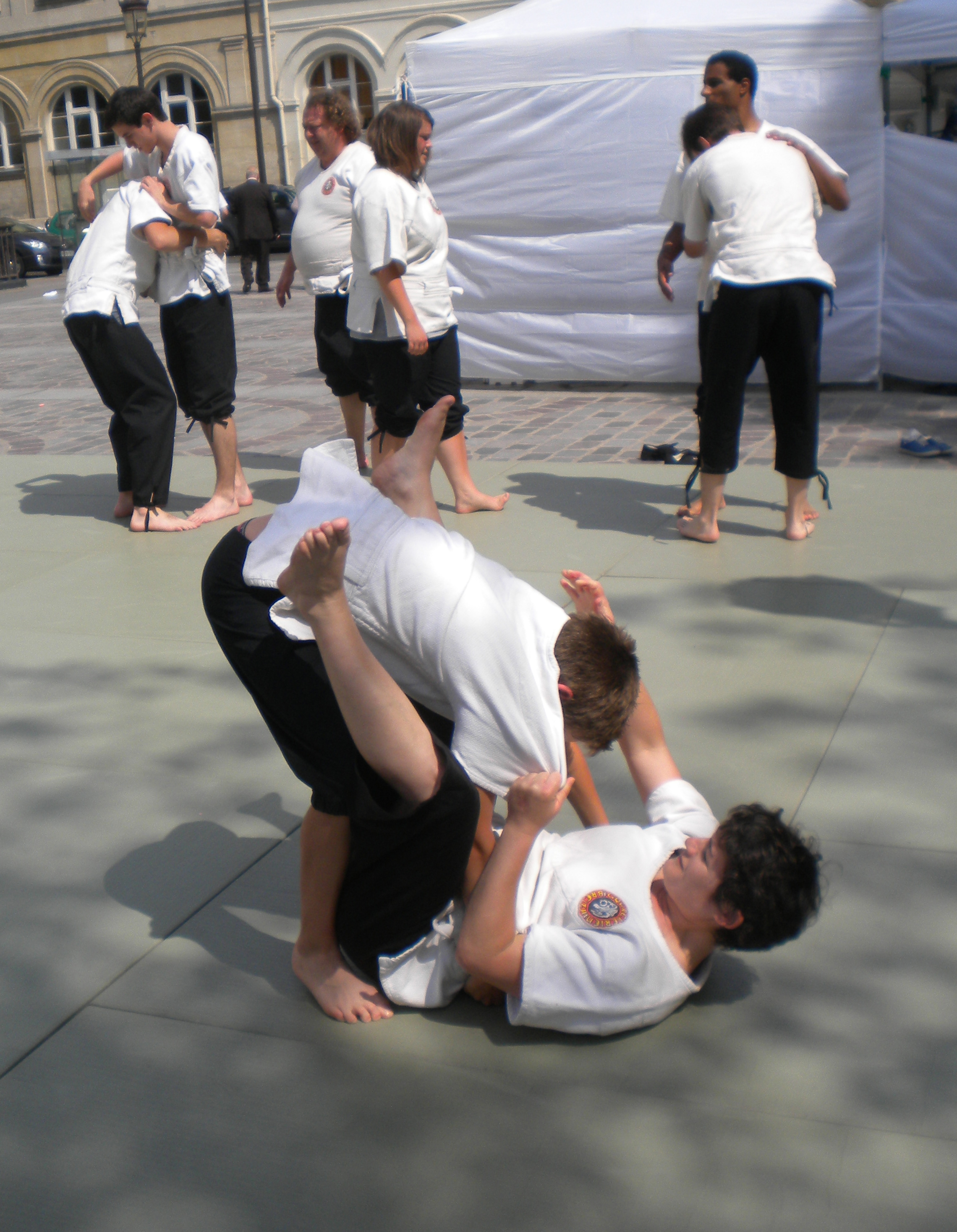
Гурен (Франция)

## Классификация видов спортивной борьбы

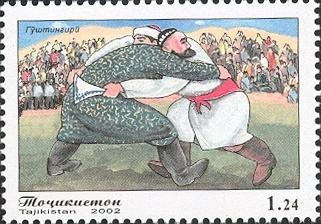
Гуштингири в Таджикистане. Борцам разрешено захватывать лишь пояс, что ограничивает арсенал приёмов

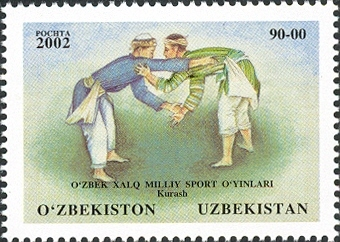
Кураш в Узбекистане. Борцы могут осуществлять захваты за чапан, что способствует большему разнообразию в технике борьбы

Основными факторами, влияющими на технику борьбы того или иного вида являются сущность победы, разрешённые и запрещённые правилами борьбы способы достижения победы, одежда борца, продолжительность схватки.
Сущность победы заключается в той цели, которую преследует борец. В зависимости от вида борьбы, это может быть касание противника лопатками ковра, падение противника на спину, касание ковра любой частью тела, сдача соперника и многое другое. В большинстве видов борьбы существует понятие «чистой победы», то есть достижения окончательной цели схватки или «победы по очкам», то есть проведения оценённых действий в отведённое время. В то же время, есть виды борьбы, в которых победить можно только одержав чистую победу, промежуточных вариантов не существует. В таких видах борьбы время встречи, как правило, не ограничивается.
Одежда борца значительно влияет на технику борьбы. В целом, виды борьбы отличаются на борьбу без одежды и борьбу в одежде. Последняя категория имеет также разнообразные варианты (борцовская куртка, кимоно, халат, пояс) с определёнными правилами захватов за одежду. Продолжительность схватки непосредственного влияния на технику не оказывает, но от неё зависит темп и интенсивность схватки, и опосредованно техника.
С точки зрения разрешённых способов достижения победы, виды борьбы делятся на семь категорий.
- Борьба в стойке без действий ногами и захватов ниже пояса (татарский куреш, трынтэ, русская борьба «в схватку»)
- Борьба в стойке с действием ногами без захватов ниже пояса (казакша курес, кох, чидаоба, гуштингири)
- Борьба в стойке с действием ногами и захватами ниже пояса (барилдаан, швинген, сумо)
- Борьба в стойке и партере без действий ногами и захватов ниже пояса (греко-римская борьба)
- Борьба в стойке и партере с действием ногами и захватами ниже пояса (вольная борьба, кушти)
- Борьба в стойке и партере с действием ногами, захватами ниже пояса и болевыми приёмами (самбо)
- Борьба в стойке и партере с действием ногами, захватами ниже пояса, болевыми и удушающими приёмами (грэпплинг)

## Техника борьбы
Техника борьбы — это совокупность приёмов борьбы, то есть совокупность технических действий (в спортивной борьбе допускаемых правилами), приносящая победу над противником. Техника борьбы ввиду её разнообразия и постоянного совершенствования, может быть систематизирована и классифицирована лишь примерно

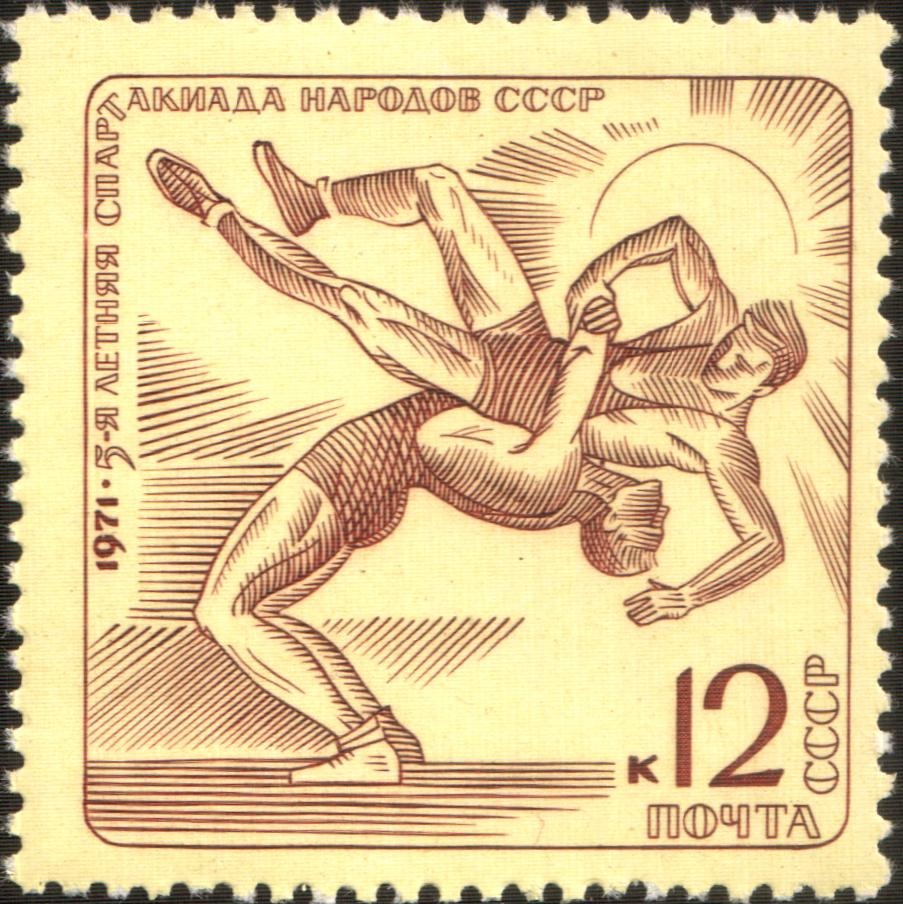
Бросок прогибом

- Приблизительная классификация техники греко-римской борьбы:

Техника борьбы в стойке включает в себя переводы в партер, броски и сваливания. Переводы в партер делятся на переводы рывком, нырком и вращением. Броски подразделяются на броски наклоном, поворотом и прогибом. Сваливания производятся сбиванием и скручиванием. Техника борьбы в партере включает в себя перевороты и броски. Перевороты производятся скручиванием, забеганием, переходом, перекатом, накатом и прогибом; броски делятся на броски накатом, прогибом и с поворотом.
- Приблизительная классификация техники вольной борьбы:

Техника борьбы в стойке включает в себя переводы в партер, броски и сваливания. Переводы в партер делятся на переводы рывком, нырком, вращением и выседом. Броски подразделяются на броски через плечи, наклоном, поворотом и прогибом. Сваливания производятся сбиванием, скручиванием и через плечи. Техника борьбы в партере включает в себя перевороты и броски. Перевороты производятся скручиванием, забеганием, переходом, перекатом, разгибанием и накатом; броски делятся на броски наклоном накатом, прогибом и с поворотом.
- Приблизительная классификация самбо:

Техника борьбы в стойке включает в себя только броски, которые делятся на броски руками, ногами и туловищем. Броски руками — это выведения из равновесия рывком, толчком и скручиванием, броски выхватом за одну или обе ноги. Броски ногами — это подножки, подсечки, зацепы, обвивы, подхваты, подсады, отхваты и броски через голову. Броски туловищем делятся на броски через спину (бедро) и броски через грудь (прогибом). Техника борьбы в партере включает в себя захваты (удержания и болевые приёмы). Удержания проводятся сбоку, со стороны головы, плеча, ног, верхом или поперек. Болевые приёмы делятся на болевые на руки (рычаги или узлы) и болевые на ноги (рычаги, узлы ущемления)
- Классификация дзюдо:

Классификация приёмов дзюдо не является приблизительной. Она разработана создателем дзюдо Дзигоро Кано и впоследствии дополнялась. Приёмы дзюдо делятся на 67 бросков Кодокан-дзюдо и 29 приёмов борьбы лёжа. Кроме того, в технике дзюдо имеются и приёмы, не входящие в перечень Кодокан.
В технику борьбы в стойке (нагэ вадза) делятся на броски, проводимые из стойки или тати вадза (то есть, атакующий дзюдока после исполнения приёма в идеале остаётся на ногах, но бросок в падении не исключается) и броски с падением или сутэми вадза (броски, которые проводятся только с падением). Броски из стойки делятся на броски, для исполнения которых используются преимущественно руки (тэ вадза), ноги (аси вадза), бёдра и поясница (коси вадза). Броски с падением делятся на броски с падением на спину (масутэми вадза) и с падением на бок (ёко сутэми вадза). В приёмы борьбы лёжа, катамэ вадза или технику обездвиживания входят удержания (осаэкоми вадза), болевые приёмы (кансэцу вадза) и удушающие приёмы (симэ вадза)

## Борьба как прикладное искусство

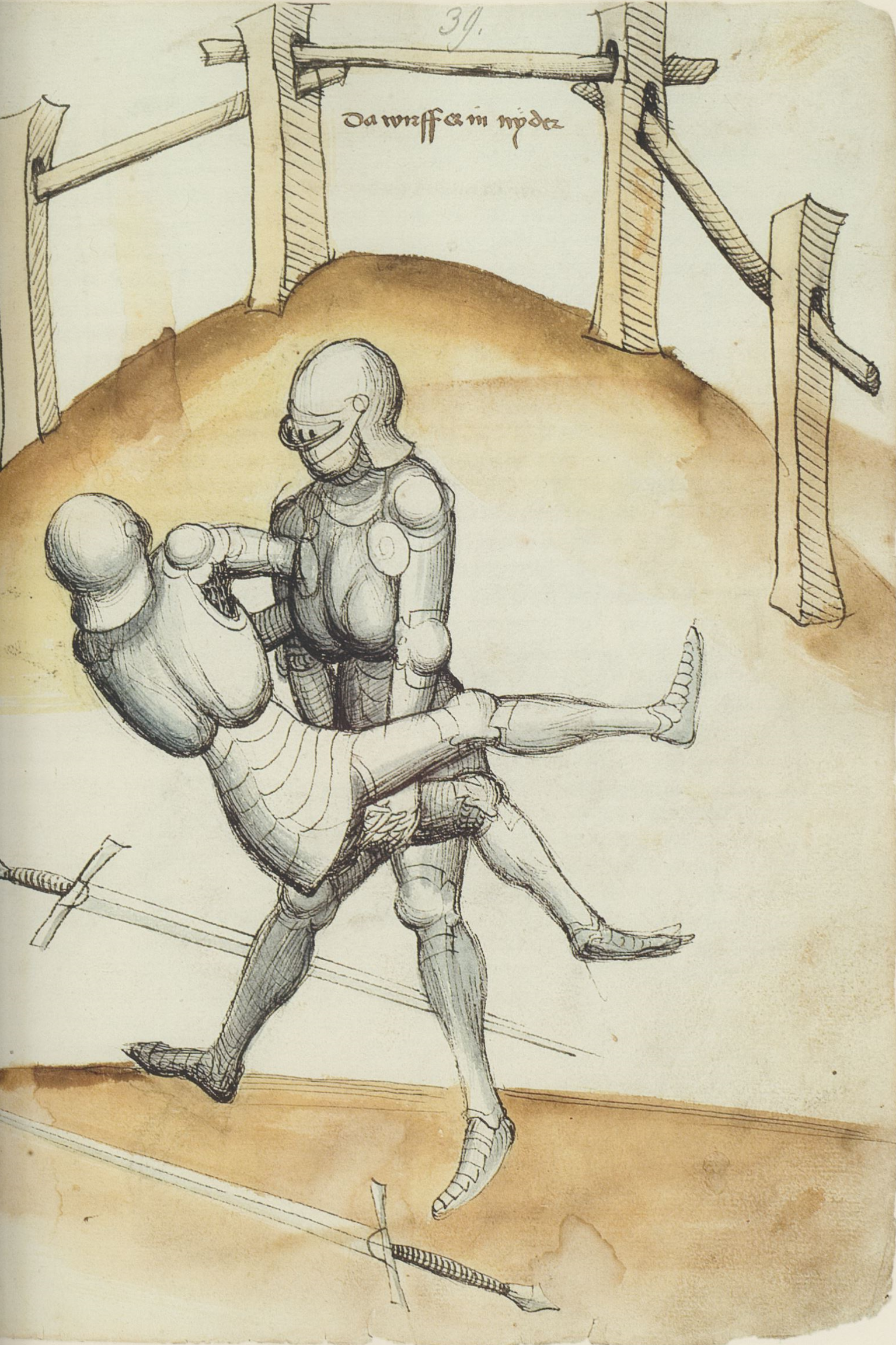
Передний переворот. Иллюстрация из пособия XVI века. Противники в доспехах по каким-то причинам утратили оружие и вынуждены прибегнуть к борьбе

Борьба с самых древних времён являлась прикладным, воинским искусством. По мнению И. И. Куринного, трёхкратного чемпиона мира по самбо, профессора, кандидата педагогических наук, искусство борьбы во всём мире развивалось как единоборство воинов из привилегированных слоёв общества, в отличие от ударных единоборств, которые развивались среди низких слоёв. Это объясняется тем, что в древности во время боя противники использовали холодное оружие, таким образом в развитии ударных стилей единоборств среди воинов, имеющих право ношения оружия, не было необходимости, поскольку вооружённый человек всегда мог на дистанции противостоять безоружному. Борьба, как единоборство в захвате, на близкой дистанции, применялась в тех случаях, когда противники по каким-то причинам оставались безоружными или сближались на такую дистанцию, когда основное оружие (меч, копьё, боевой топор и т. п.) применить было затруднительно. Соответственно, искусству борьбы обучались лица из высоких сословий, обладающие правом ношения оружия или профессиональные воины. На это указывает также широкое распространение видов борьбы в одежде с поясом (как атрибута воинской одежды), с захватами, характерными для одежды или доспехов той или иной народности. Ударные техники развивались преимущественно среди лиц, которые не обладали правом ношения оружия; этим, в частности, объясняется широкое применение в различных ударных единоборствах предметов быта (серп, шест, нунчаки, как приспособление для обмолота).
Признаётся что возникновение системы дзюдзюцу (её прообраза искусства когосоку) в Японии со значительным преобладанием среди приёмов бросковой техники, техники болевых и удушающих приёмов связано с систематизацией различных традиционных видов японских боевых искусств применительно к бою самураев в доспехах: ударная техника боя без оружия при наличии даже лёгкой защиты на противнике, была бесполезной.
О применении приёмов борьбы в боях свидетельствуют многочисленные исторические источники. Так, например, Дион Кассий описывая войну римлян с языгами (между 168 и 177 годами, во время правления Марка Аврелия), и боевые действия на льду Дуная в ходе войны упоминает следующее: «Римляне тоже скользили, но, если кто-то из них падал на спину, он тянул на себя противника и затем ногами толкал его назад, как в борцовском поединке, и таким образом садился на него сверху…Непривычные к такого рода борьбе и имевшие более лёгкое вооружение варвары были не в состоянии сопротивляться, так что лишь немногие из их множества смогли ускользнуть». Дион Кассий фактически описывает здесь бросок с упором ноги в живот, который по-видимому удачно проводили римляне в реальном бою.
Интерес представляет и такое прикладное значение борьбы, как её применение в разрешении конфликтов, в качестве ритуального поединка. Посредством схватки борцов по определённым правилам мог быть решён конфликт как между двумя людьми (судебный поединок), так и конфликт даже между нациями. Так, в Повести временных лет описывается пример такого разрешения конфликта между печенегами и войском князем Владимира в 992 году. Предводитель печенегов предложил князю разрешить спор поединком двух борцов. Против печенежского борца (который был «превелик зело и страшен») вышел, по мнению большинства исследователей Никита Кожемяка, «середний телом» и «почаста ся крепко держати, и удави печенезина в руках до смерти, и удари имь о землю». Сложно сказать, какой приём использовал Кожемяка, но очевидно, что он провёл какой-то бросок с падением противника на землю.

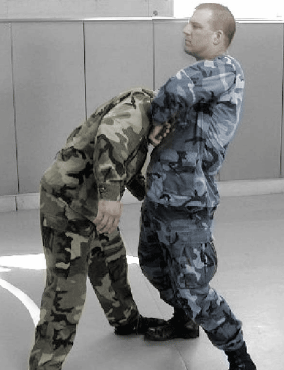
Удушающий приём в стойке изучают военнослужащие

Тем не менее, искусство борьбы в своём прикладном варианте, являлось дополнительным к умению обращаться с оружием. Однако умению вести борьбу без оружия придавалось большое значение: так например в Средние века в Бургундии рыцари во время турниров классифицировались на «палачей», то есть тех, кто искусно обращался с оружием и предпочитал его, и на «душителей», то есть тех, кто предпочитал заканчивать схватку борцовскими приёмами.
У некоторых народностей искусство борьбы имело большее значение, чем искусство обращения с оружием, исходя из специфики обычаев той или иной народности. Так, например, у ацтеков важнее было не убить противника, а взять его в плен, для чего приёмы борьбы подходили как нельзя лучше. Имеются изображения приёмов ацтекской борьбы.
Имеются исторически сложившиеся из практики виды борьбы не только на ровной поверхности (участке земли, ковре и т. п.), но и такие виды борьбы, как борьба в сёдлах коней или иных животных, борьба в ограниченном пространстве (бревно, ветка дерева и т. п.), борьба в воде, борьба с использованием подручных приспособлений (шест, верёвка и т. п.). По некоторым из этих видов борьбы проводятся и состязания.
С появлением огнестрельного оружия борьба, как и все остальные виды единоборств без оружия, утратила своё первостепенное значение в подготовке воина. Из огромного арсенала приёмов борьбы со временем отбирались только наиболее эффективные и наиболее простые виды приёмов, да и то, в основном применяемые специальными подразделениями.

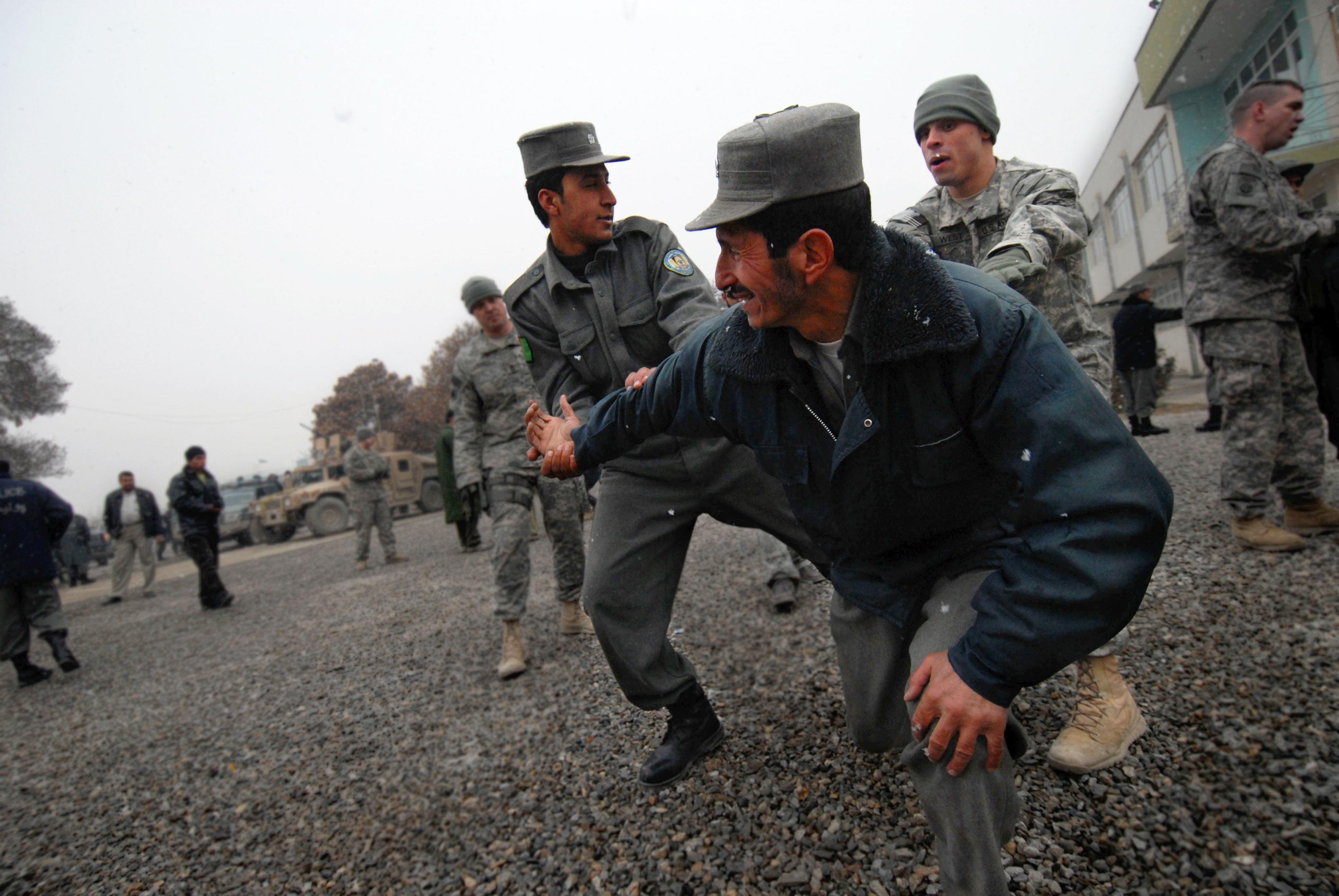
Тренировка афганских полицейских американским военнослужащим.
Болевой приём

Так, во время Афганской войны было установлено, что в рукопашных схватках в 65-70 % случаев советские военнослужащие применяли приёмы боя с оружием (штык, приклад, ствол), а защиту выполняли отбивами и подставками автомата. Исходя из этого и были подготовлены армейские наставления по рукопашному бою, согласно которым для основной массы военнослужащих из приёмов борьбы остались лишь способы удушения сзади и способы освобождения от захватов. Лишь для подразделений разведывательных частей и военных училищ комплекс был дополнен болевыми приёмами и небольшим количеством бросков.
Большее прикладное значение приёмы борьбы имеют в полицейских структурах (собственно полиции, внутренних войсках, учреждениях уголовно-исполнительной системы и т. п.). Там, соответственно специфике службы, изучаются различные способы обездвиживания противника, проведения болевых приёмов, уходов от захватов и т. п. Например, в Японии техники, взятые из традиционного дзюдо и джиу-джитсу, входят в обязательную систему подготовки полицейских тайхо-дзюцу; также дзюдо изучают полицейские Бельгии, Германии, Нидерландов, Франции, Норвегии.

## Экзотические виды борьбы
В зависимости от условий среды обитания, в различных регионах мира возникли некоторые экзотические виды борьбы, с участием различных домашних и приручённых диких животных, например, среди кочевых народностей среднеазиатских стран, где широко распространены конные виды спорта, во время ежегодных игр практикуется борьба верхом в седле и без. Среди скотоводческих культур распространено укрощение молодого бычка или жеребца (мустанга), которое помимо своей практической функции одомашнивания животного, является ритуальным испытанием, через которое должен пройти любой уважающий себя скотовод. Среди народностей, обитающих в таёжной лесной местности, распространена борьба с молодыми ручными медведями. Среди племён тропических лесов, живущих первобытно-общинным строем и использующих первобытные вооружения, распространена борьба молодых воинов на щитах, а также борьба с элементами традиционной одежды типа набедренных повязок.
|  |  |  |  |  |  |  |

На представленных иллюстрациях:
- Борьба на щитах индейцев племени варрау, обитающих в Амазонских тропических лесах.
- Цирковая борьба (популяризованная в Российской империи И. М. Поддубным).
- Борьба с молодым медведем.
- Ковбойская борьба с бычком[англ.] (на снимке запечатлено взятие быка за рога).
- Эр эниш — кыргызская борьба верхом в седле.
- Гуркхская борьба верхом без седёл на вьючных мулах.
- Кайянская борьба на поясах в низкой стойке.

В США, европейских странах и различных англоязычных странах, в регионах характеризующихся сезонным половодьем и распутицей, получила распространение борьба в грязи. Борьба с имитацией различных неблагоприятных погодно-климатических условий окружающей среды, экстремальных температур, условий местности и т. п., получила распространение как форма подготовки военных и одновременно как увеселительное мероприятие среди гражданских лиц.
|  |  |  |  |  |

- Увеселительная борьба в грязи двух девушек.
- Борьба в грязи двоих морских пехотинцев с имитацией условий проливного дождя.
- Борьба в снежных сугробах.
- Борьба в песке.
- Борьба на щебёнке.

## Борьба в искусстве
Борьба, как одно из наиболее популярных занятий, нашла широкое отражение в искусстве.

### В изобразительном искусстве
Сцены борьбы в графике, живописи и скульптуре известны с древних времён. Особое распространение изображения борцов и сцен борьбы получили в античности в Древней Греции. В дальнейшем к искусству борьбы обращались известные художники эпохи Возрождения, импрессионисты, футуристы и представители иных стилей изобразительного искусства. Существуют работы таких мастеров, как Гвидо Рени («Геркулес борется с Ахиллом», 1620), Михаэль Свертс («Встреча борцов», 1650), Гюстав Курбе («Борцы», 1853), Леон Бонна («Иаков и ангел», 1876), Поль Гоген («Бретонские мальчики», 1888), Наталья Гончарова («Борцы», 1910), Туллио Крали («Борцы», 1927), Пикассо (рисунок, 1921).
Наряду с высоким искусством, тема борьбы была широко распространена в массовом искусстве. Борцы изображались на открытках, афишах, лубках.

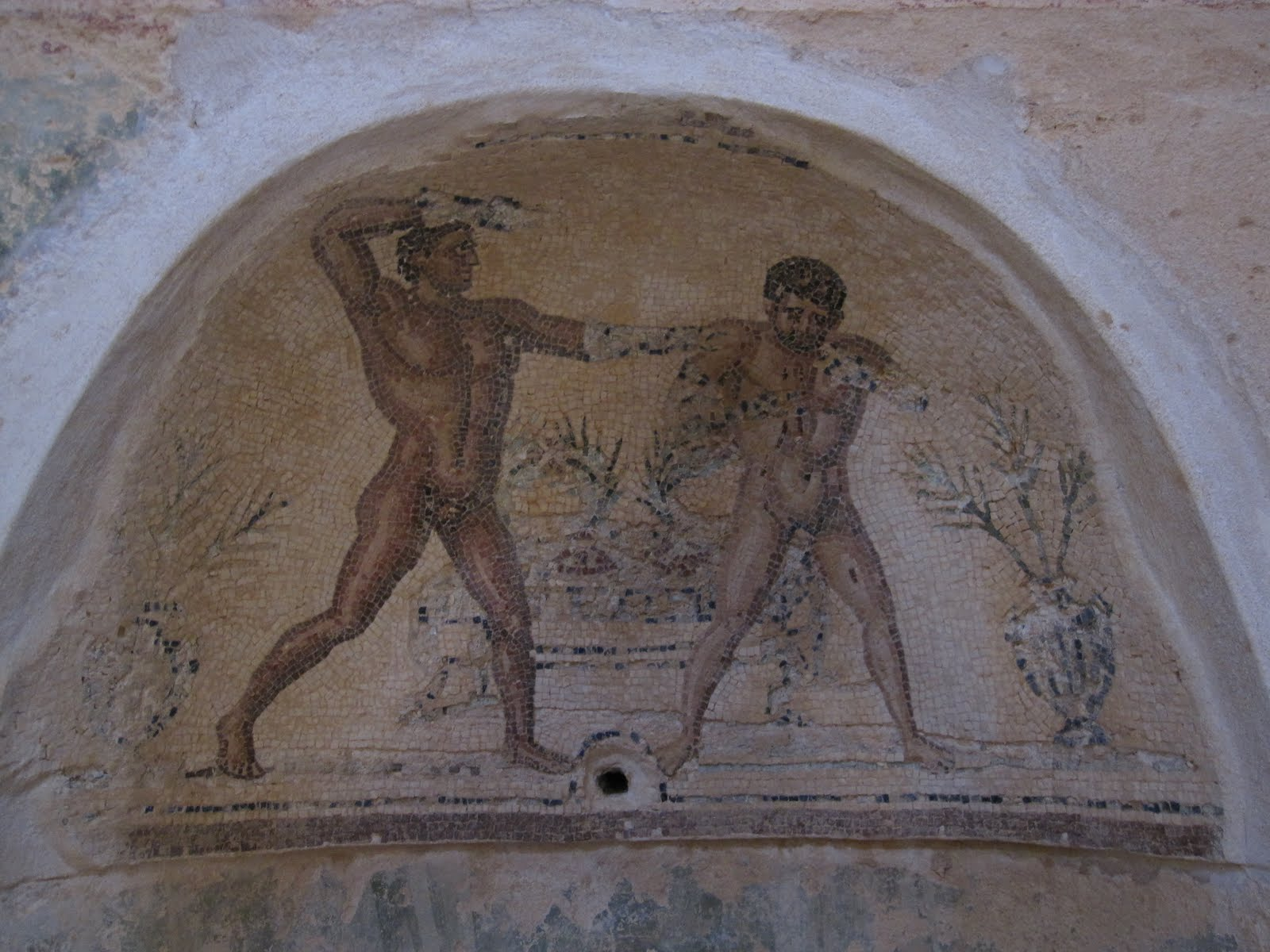
Ливийская мозаика
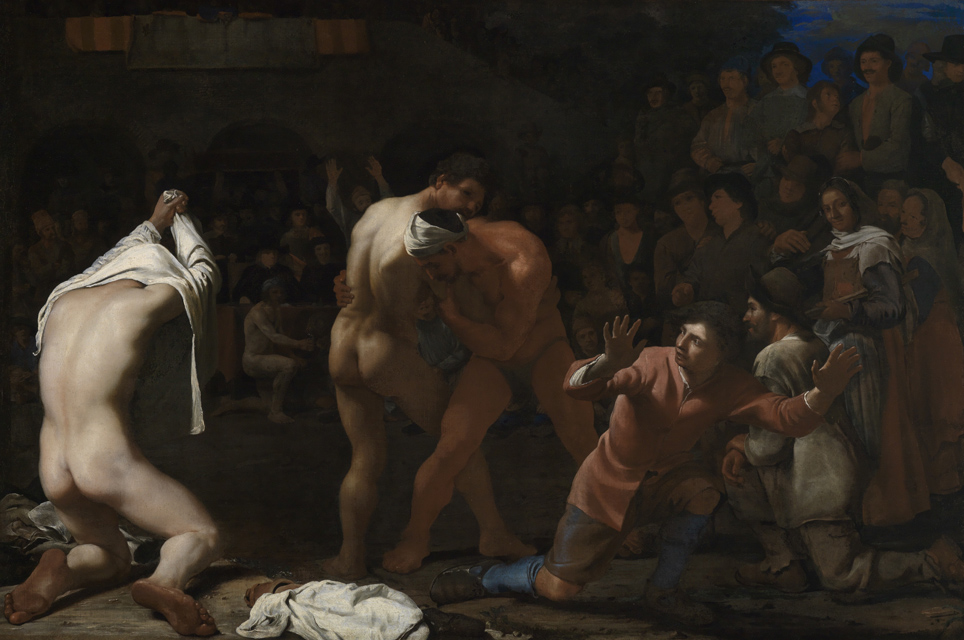
«Встреча борцов». Михаэль Свертс
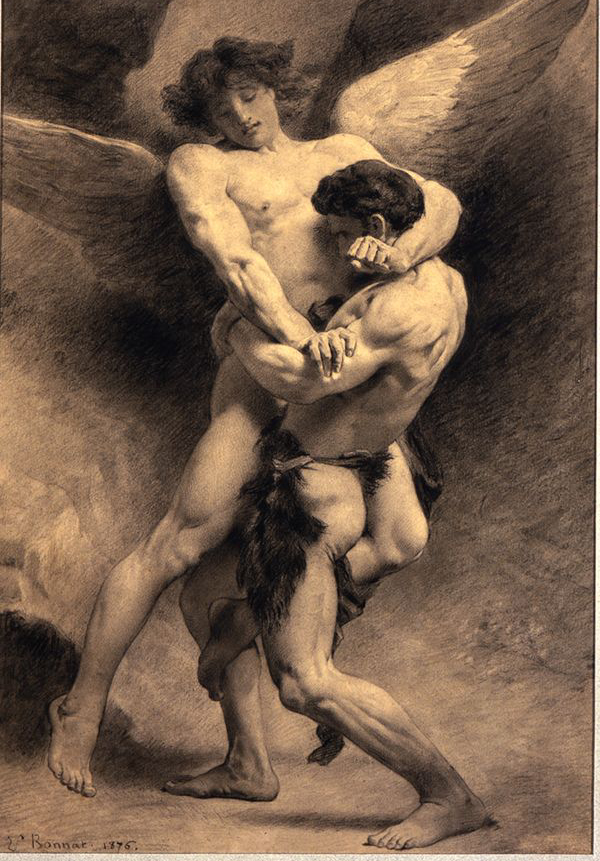
«Иаков и ангел». Леон Бонна
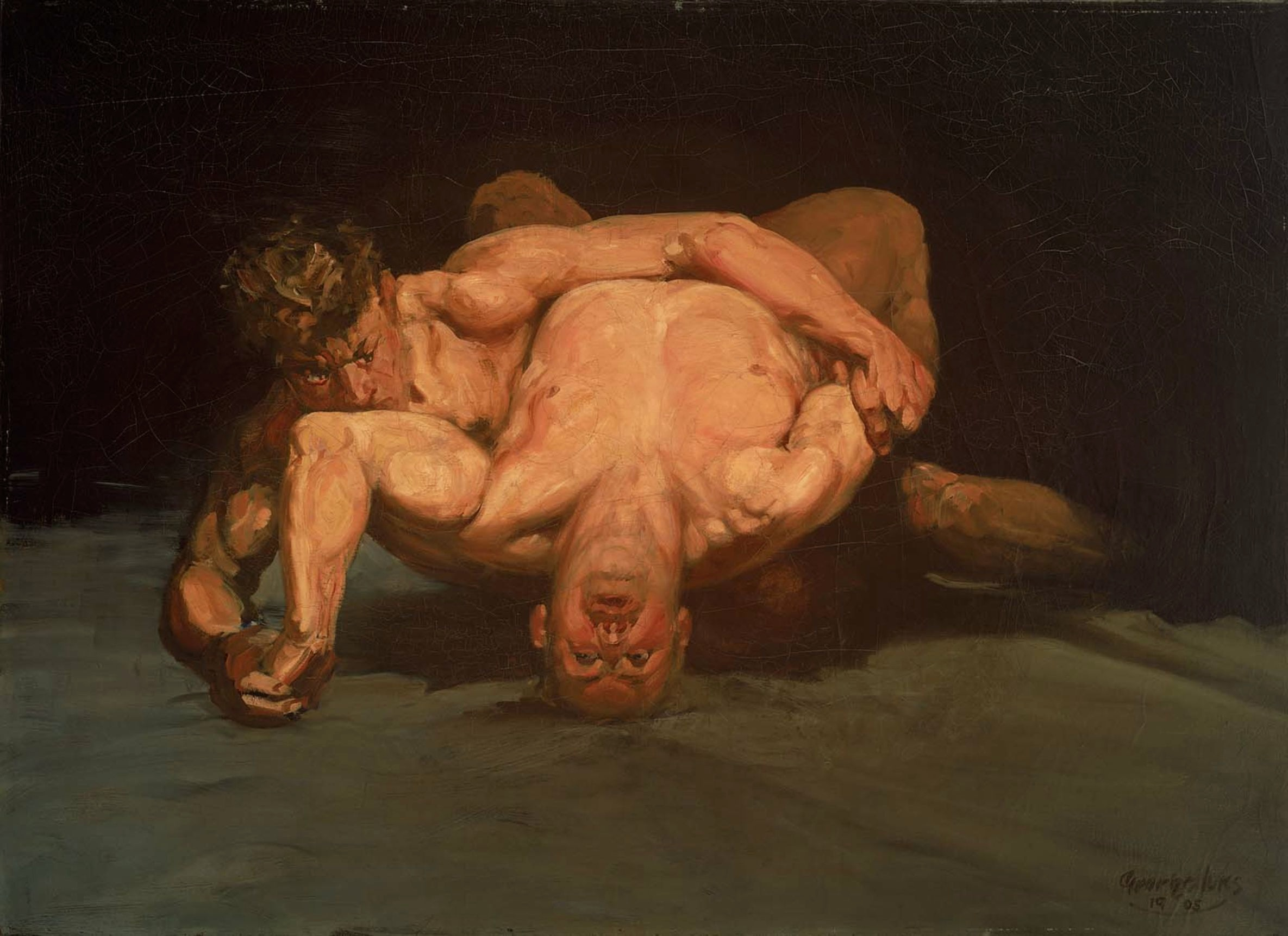
«Борцы». Джордж Лукс
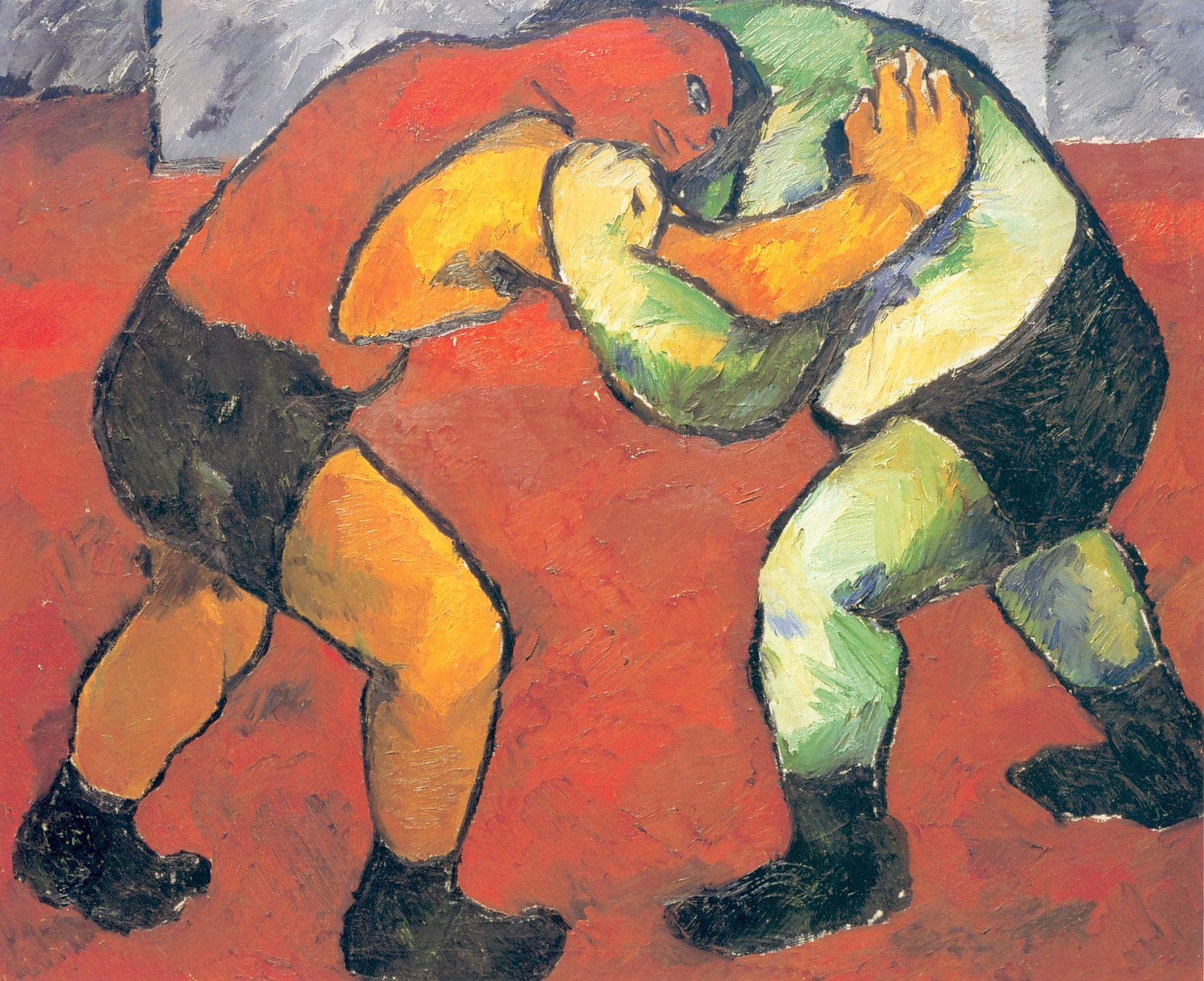
«Борцы». Н. Гончарова
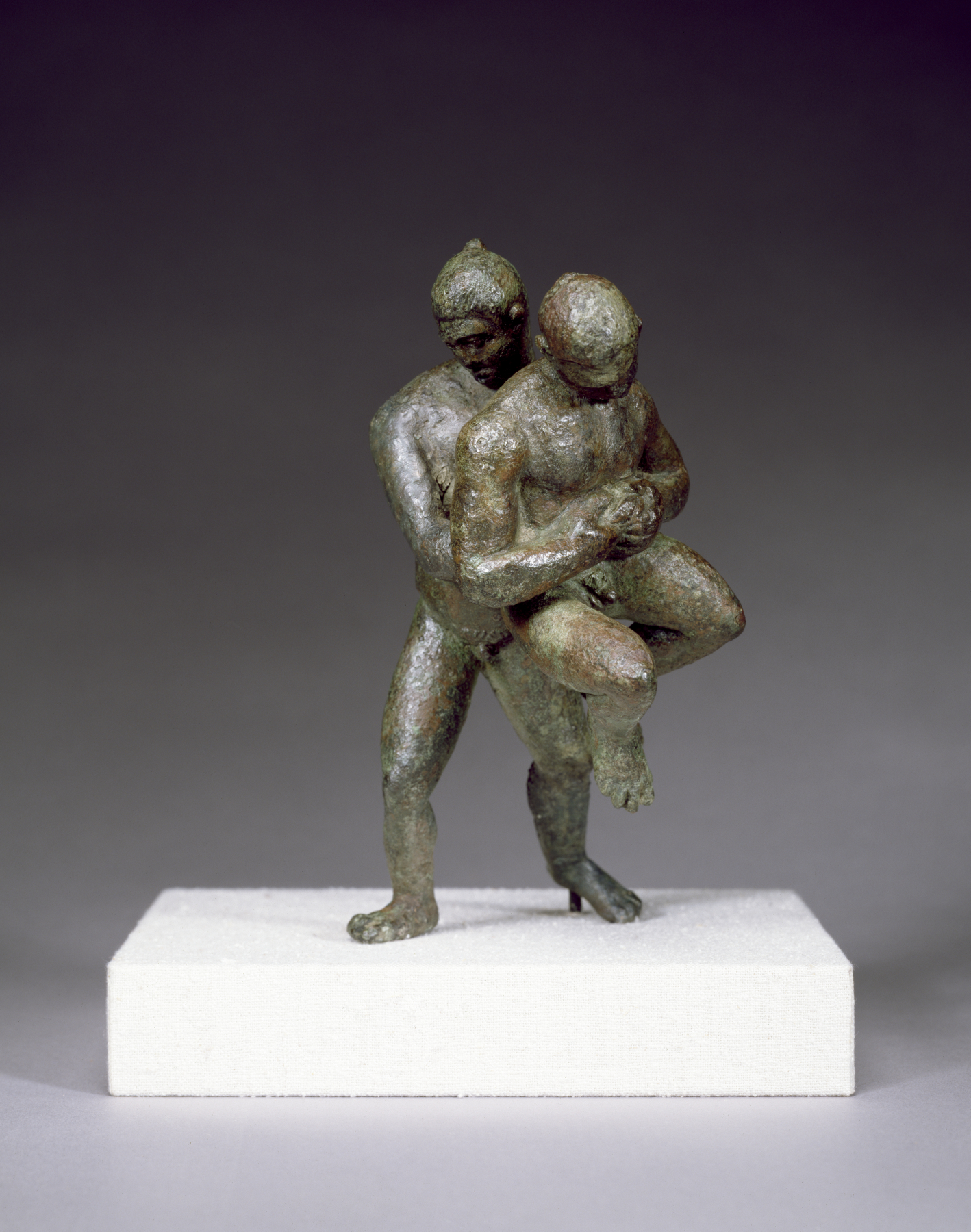
Статуэтка борцов. Древняя Греция

### В филателии

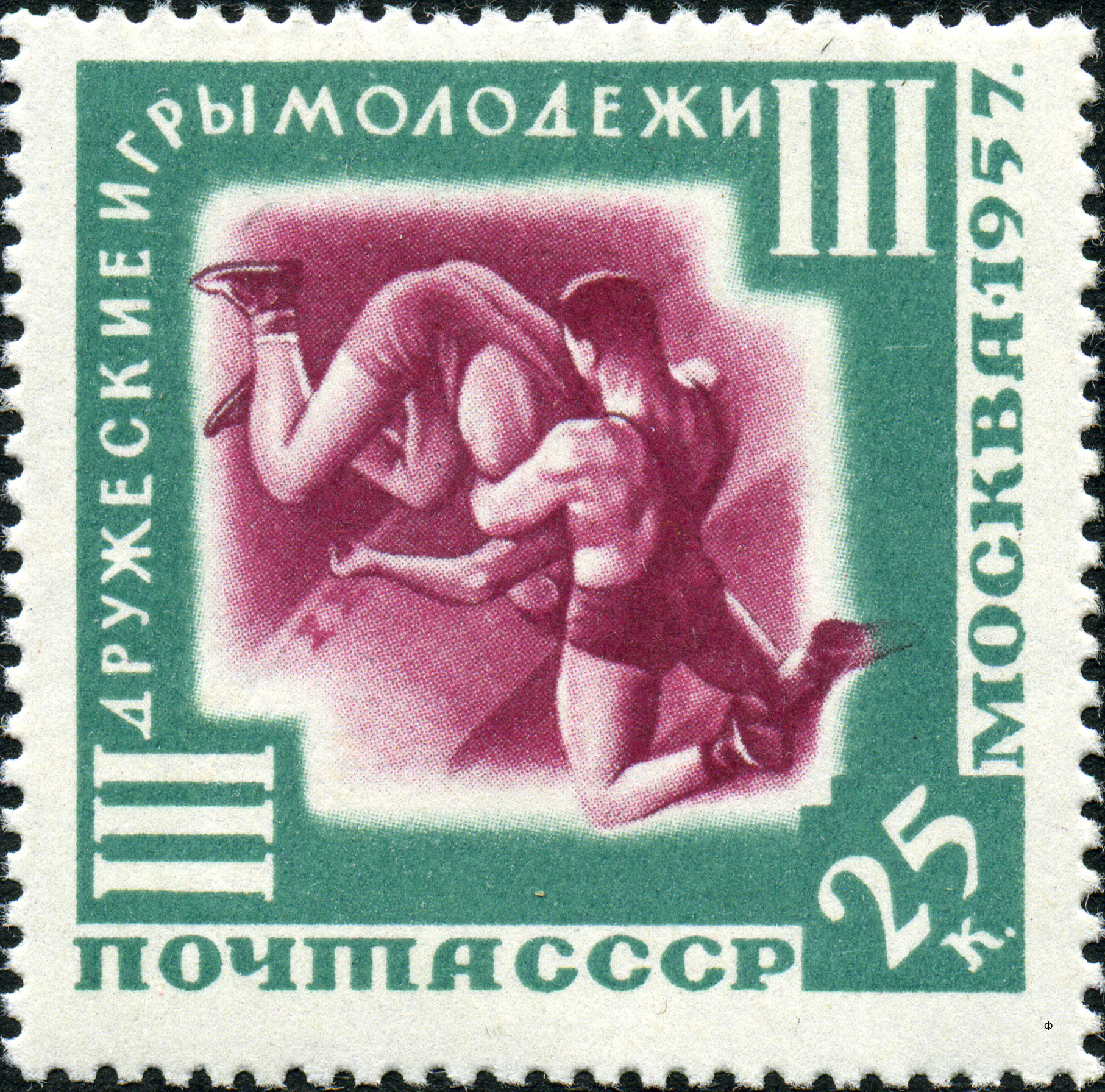
Почтовая марка СССР, 1957 год. III дружеские игры молодёжи
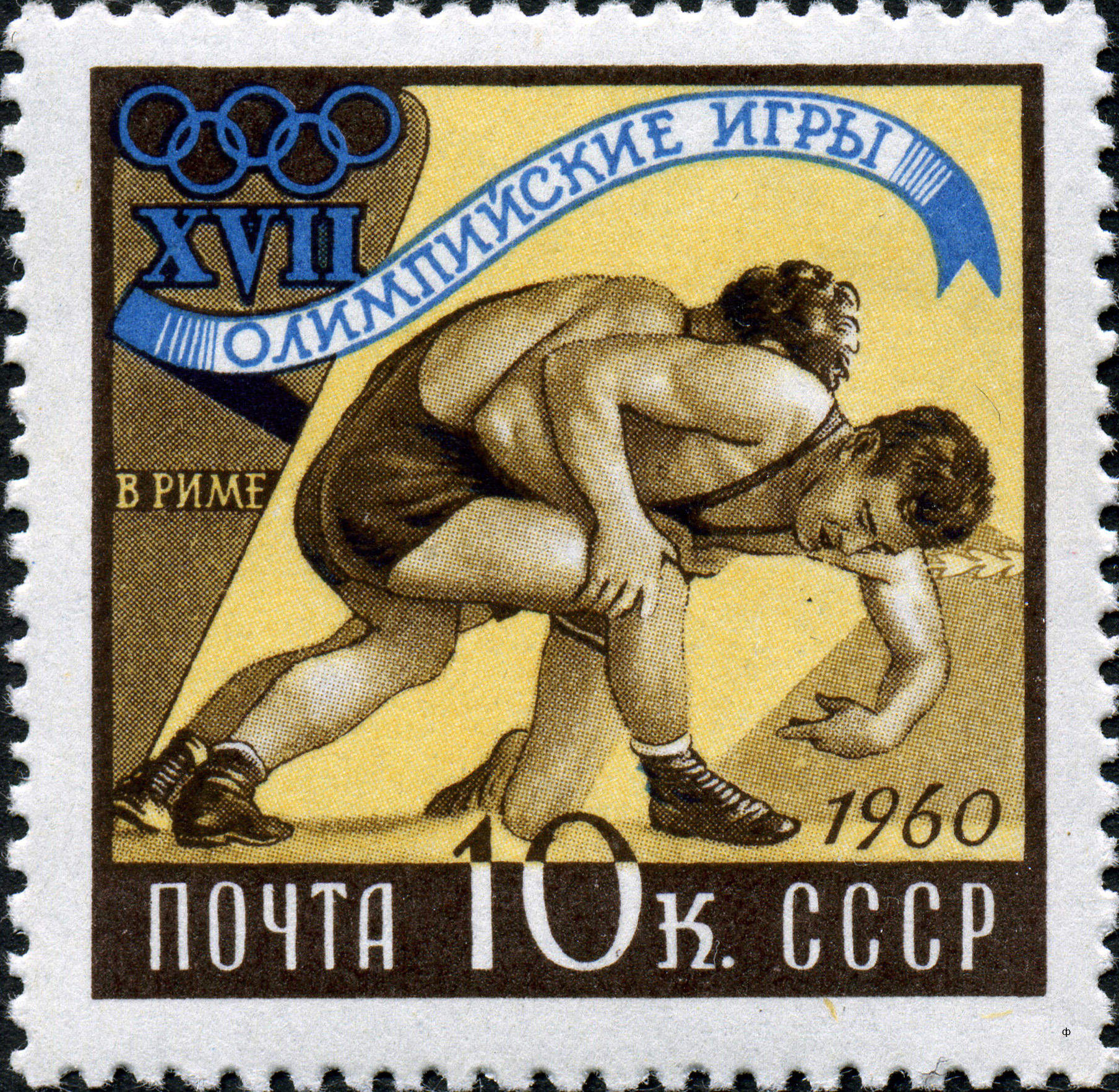
Почтовая марка СССР. Летние Олимпийские игры 1960.

### В литературе
«По обычаям старинным

За бока друг друга взяли

Всей десятипалой силой

Взяли за пояс друг друга

За тугие подпояски»
Упоминания о борьбе в литературе также встречаются с античных времён. Так, например, в гомеровской Илиаде нередко встречаются описания борцовских поединков: «Аякс поднял Одиссея. Но тот, не забыв ухищренья, ударил противника сзади в подколенок, и, подкосив ему ноги, опрокинул навзничь», «Затем славный герой Одиссей, многое претерпевший, стал поднимать Аякса и, немного сдвинув его с земли, согнул колено». Лупиан в «Разговорах с богами» приводит слова Аполлона о новорождённом Гермесе: «А вчера он вызвал на поединок Эрота и в одно мгновение поборол его, не знаю каким образом подбив ему ноги сзади». Борьба описывается в достаточной степени в древнеиндийской литературе, в скандинавских сагах, в русских былинах, собственно во всех памятниках древней литературы.
В более поздней и современной литературе также встречаются описания, посвящённые борьбе

Оська совершенно помешался на французской борьбе. В классе своём он был самый крохотный. Его все клали, даже «одной левой». Но дома он возмещал издержки своей гордости. Он боролся со стульями, с подушками. Он разыгрывал на столе матчи между собственными руками. Руки долго мяли и тискали одна другую. И правая клала левую на все костяшки. 

Самым серьёзным и постоянным противником Оськи был валик-подушка с большого дивана. И часто в детской разыгрывались такие сцены.

Оська, распростерши руки, лежал на полу под подушкой, будто бы придавленный ею.

— Неправильно! — кричал Оська из-под подушки. — Он мне сделал двойной нельсон и подножку…— Лев Кассиль «Кондуит и Швамбрания»

 Филимонов повернулся к нему:

— Ваша задача — свалить меня.

— Цэ можно, — сказал благодушно Пасюк и шагнул навстречу инструктору,
протягивая вперед руки, чтобы ловчее ухватиться. Он успел даже зацепить
его, а дальше случилось нечто несообразное: инструктор рванулся вперед, как
лопнувшая пружина, дернул слегка Пасюка к себе, как серпом секанул его по
ногам, и тот с грохотом шмякнулся на мат. Инструктор отступил на шаг и
замер неподвижно. Пасюк, кряхтя, поднялся:

— От бисов сын! Та не успел я…— Братья Вайнеры «Эра милосердия»

### В кинематографе
Борьбе полностью или в той или иной мере посвящены несколько фильмов, такие как «Гений дзюдо» (1943, Япония, дебют Акира Куросавы), «Чемпион мира» (СССР, 1954), «Борец и клоун» (СССР, 1959) «Непобедимый» (1983, СССР, о создании самбо), «Мазандаранский тигр» (Иран, 1968, автобиографичный фильм о судьбе олимпийского чемпиона Имама Али Хабиби), «В поисках приключений» (1996, США), «Борцу не больно» (Россия, 2010), «Хэмилл» (2010, США), «Легендарный» (2010, США), «Поддубный» (Россия, 2014), «Рождённый четвёртого июля», «Охотник на лис», «Дангал».
Эпизоды художественных фильмов, в которых можно увидеть приёмы борьбы, распространены широко, в основном по понятным причинам, в различных боевиках, но не только. В историческом фильме «Тайны Бургундского двора» (1961, Франция) есть сцена с борцовским поединком между бургундским герцогом Карлом V Смелым и шевалье Робером де Невилем (Жан Маре), учительница физкультуры Марта Эрастовна из фильма «Гостья из будущего» выбрасывает в окно космического пирата броском через спину, а Шерлок Холмс в фильме «Приключения Шерлока Холмса и доктора Ватсона» в сцене схватки с профессором Мориарти, проводит выведение из равновесия скручиванием.
Некоторые борцы сами снимались в художественных фильмах. Так, олимпийский чемпион Имам Али Хабиби снялся в четырёх художественных фильмах, в автобиографичном фильме «Борец» снялся также Дэн Гейбл, олимпийский чемпион-тяжеловес Анатолий Парфёнов снялся в эпизодической роли в фильме «Семнадцать мгновений весны», а самбист Олег Тактаров и четырёхкратный призёр чемпионатов СССР по греко-римской борьбе Алексей Ванин больше известны как актёры, нежели спортсмены.

### Реслинг

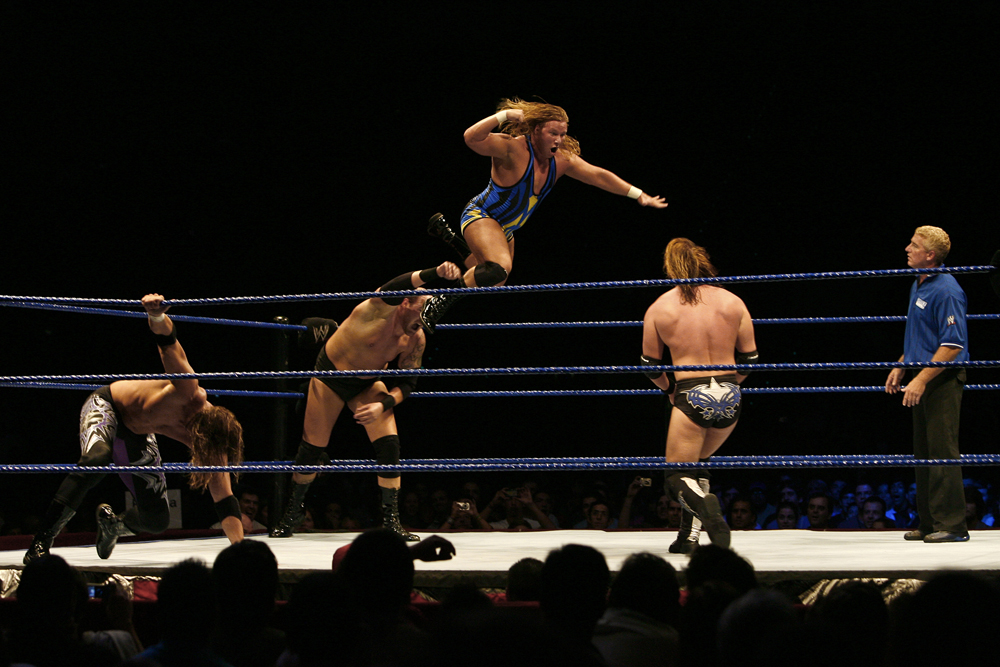
«Чемпионат мира» по рестлингу

Рестлинг — «псевдоборьба», — вид постановочного действия, сочетающего атлетические навыки, боевые искусства и театральное мастерство. Сценарии в рестлинге развиваются в ходе шоу, организованных различными компаниями — промоушенами (как правило, каждая компания имеет своё собственное шоу и свои собственные сценарии). В ходе постановочных боёв определяются чемпионы, претенденты, решаются вопросы закулисья. Базируется рестлинг на сочетании классической греко-римской борьбы и так называемого «кэтч» (англ. catch) рестлинга (откуда другое название реслинга — кетч). В ходе эволюции данного вида боёв к рестлингу добавлялись все новые атакующие и силовые приёмы, броски и новые захваты, а также разнообразные акробатические манёвры. Многое в рестлинг пришло из различных боевых искусств.
В первую очередь, рестлинг — это развлечение. Каждый приём, проводящийся во время матча, является оговорённым между соперниками заранее и предписанным в сценарии. Таким образом, сводятся к минимуму опасные травмы. Ранее театральная основа рестлинга скрывалась, но на данный момент ни для кого уже не секрет, что рестлинг — постановочный вид спорта. Но при этом все сценарии того или иного рестлинг-продвижения хранятся в строгом секрете и раскрываются публично лишь в ходе шоу. Сохранение секрета создаётся в целях поддержки интереса и ощущения правдоподобности действа.

## Комментарии
1. ↑  Сам термин «греко-римская борьба» появился ещё в 18 веке по инициативе итальянского борца Базилио Бартолетти, который подчёркивал таким образом своё сходство и сходство стиля с борцами античности